# 電音部

電音部のロゴ

『電音部』はバンダイナムコエンターテインメントのサウンドエンターテインメントブランド「ASOBINOTES」を中心とした複数の企業が展開している音楽原作キャラクタープロジェクト。

## 概要
2020年6月28日開催の「ASOBINOTES ONLINE FES」でプロジェクトの始動が発表された。キャラクターデザインはイラストレーターのMika Pikazoが担当。コンポーザーには実際のクラブシーンで活躍している人物を多数起用している。また、本作はバンダイナムコ研究所が研究・開発している、ゲームAIとxR技術を組み合わせたライブパフォーマンスシステム「ELMIRAIVE AX（BanaDIVE AX）」が活用されている。
2023年3月25日に開催された「電音部カンファレンス」において、本作の世界観の共有と拡張を行っていくことを目的とした「エリアチェーン」制度のもと、複数のパートナー企業がそれぞれ独自のエリアを展開・運営していくことを発表。2025年現在7エリア・8ユニットが稼働しており、韓国が舞台の「ソウルエリア」の展開も予定されている。
2024年1月5日からASOBI CHANNEL内にて有料会員サービス「電音部メンバーシップ」がスタート。ライト会員は会員限定コンテンツの閲覧、VIPプラン会員であれば会員限定イベント及びキャスト出演イベントへの観覧応募、限定コンテンツの閲覧・ダウンロードといった特典を受けることができる。
2024年2月14日にはTWIN PLANET主催のアイドルオーディション「TIF de DEBUT 2024」とのタイアップを発表。書類、実技、合宿に加え、ライブ配信サービス「SHOWROOM」を用いた配信審査を経て、8月3日・4日開催の「TOKYO IDOL FESTIVAL2024」にてアイドルグループ「Ma'Scar'Piece（マスカーピース）」及び「エリアチェーン」制度の新エリア「シモキタザワエリア」のキャストとしてデビュー。以降単独ライブや様々なイベントへの出演を重ね、同年12月にはメンバーの追加加入を発表するなど精力的に活動している。

## 登場人物
※フレーバーテキストは「第1部」→「第2部」の順。

### 外神田文芸高校（そとかんだぶんげいこうこう）
アキバエリアにある高校。電子音楽の黎明期に活躍した文芸高校。
日高 零奈（ひだか れいな）
声 - 蔀祐佳
- 「DJのステージってなんか、ロボットの操縦席みたいだよね！」→「それでも私は、信じてる。」
- 誕生日：3月9日 / 年齢：17歳 / 身長：156cm

外神田文芸高校電音部のセンター。趣味はロボットアニメを見ることとプラモデル作り。よくドジを踏むが、穏やかで純粋な少女。一つのことに集中すると人並み外れたパフォーマンスを発揮する。
東雲 和音（しののめ かずね）
声 - 天音みほ
- 「アキバで電音部をもっと盛り上げてみたいの。協力してくれない？」→「あまり気に病まないようにね」
- 誕生日：1月18日 / 年齢：17歳 / 身長：158cm

電音部の部長で生徒会長。有名なゲームプレイヤーでもあり、DJとしての実力もかなりのもの。周りのことを考え行動できる頼れる性格。二次元三次元を問わずかわいい女の子が大好き。
茅野 ふたば（かやの ふたば）
声 - 堀越せな
- 「DJですか……ちょっとならやったことありますけど……」→「わたしもみんなの力になりたいんです！」
- 誕生日：12月8日 / 年齢：16歳 / 身長：154cm

電音部のルーキー。DJをしながらアイドルソングに合わせて踊るのがひそかな趣味。実際にアイドルもやっているが学校では秘密にしている。マイクを持つと別人と見紛うほどに性格や言動が変わるが、その間の自我と記憶はなくなる程吹っ切れている。

### 神宮前参道學園（じんぐうまえさんどうがくえん）
ハラジュクエリアにある高校。帝音国際学院の分校として設立された。2020年8月28日にキャラクターと一部楽曲が公開された。
桜乃 美々兎（さくらの みみと）
声 - 小坂井祐莉絵
- 「シブヤとかダッサイダッサイ！ これからの時代はハラジュクよ！」→「あたしのしてきたことって、全部意味のないことだったの…？」
- 誕生日：2月12日 / 年齢：16歳 / 身長：155cm

神宮前参道學園電音部部長兼センター。帝音国際学院の入試に落ちたことから「打倒帝音」を掲げている。基本的に努力家。しかし、努力に反して実力が伴わないことを虚勢を張ってごまかしている。
水上 雛（みなかみ ひな）
声 - 大森日雅
- 「また練習ですかぁ。仕方ないですね付き合いますよ。まぁ私は嫌なんですけど〜」→「私は…ただの傍観者なんです…もう嫌なんです…」
- 誕生日：7月22日 / 年齢：16歳 / 身長：149cm

人気イラストレーター。主にゆるキャラを描くのが得意。趣味でネットDJをやっていたためプレイはそこそこの腕前だが、そのせいで美々兎によって半ば強制的に電音部へ入部させられてしまう。
犬吠埼 紫杏（いぬぼうさき しあん）
声 - 長谷川玲奈
- 「……犬吠埼……紫杏……よろしくおねがいします……」→「……帰って。」
- 誕生日：11月23日 / 年齢：16歳 / 身長：150cm

先祖代々巫女の家系の娘。複雑な家柄ゆえに心の癒やしと自らを解放する居場所を求め、電音部に入部した。嫉妬深い性格。空気も読まず無言で写真を撮るので、敵味方問わず煩わしく思われている。

### 港白金女学院（みなとしろかねじょがくいん）
アザブエリアにある高校。国内最大の財閥「白金財閥」により設立された。2020年9月17日にキャラクターと一部楽曲が公開された。
黒鉄 たま（くろがね たま）
声 - 秋奈
- 「だっせぇ貧乏人風情が、たま達に勝てると思ってるんですぅ？」→「お行儀よくなんてしてらんねーです！」
- 誕生日：9月10日 / 年齢：16歳 / 身長：145cm

港白金女学院電音部のセンターであり煌専属のメイド。白金電音部の中でも抜群のテクニックを持つプレイヤーだが、虎の威を借る狐のような言動をするせいでDJ以外ではよく痛い目にあっている。
白金 煌（しろかね あき）
声 - 小宮有紗
- 「白金の音楽こそが至高と思い知らせてやりますわ！」→「ちょっと、暴れてしまってもよろしくて？」
- 誕生日：6月9日 / 年齢：17歳 / 身長：164cm

電音部の部長。学院長の娘でもあり白金家の次期当主。高飛車な態度をとりがちだが本当は照れ屋。大抵のことを財力と権力で解決しようとする反面、お金以外での人との繋がりに憧れを抱いている。
灰島 銀華（はいじま ぎんか）
声 - 澁谷梓希
- 「いいよ？ じゃあ僕とサシでやってみるかい？」→「僕たちがお上品だなんて、誰が決めたんだい？」
- 誕生日：10月10日 / 年齢：17歳 / 身長：168cm

名家・灰島家の令嬢。常に冷静で感情の起伏をあまり見せないが気さくな振る舞いをする。運動も勉強もできることから学院内に多くのファンがいる。決まった時間に食事を取らないと気がすまない。

### 帝音国際学院（ていおんこくさいがくいん）
シブヤエリアにある高校。設立から十数年ほどの音楽に特化した名門校。2020年11月5日にキャラクターと一部楽曲が公開された。
鳳凰 火凛（ほうおう かりん）
声 - 健屋花那
- 「とっとと始めようぜ！張り合いのある奴がいなくて腕が鈍っちまうよ！」→「アタシがいない間の留守を頼んだぜ」
- 誕生日：5月10日 / 年齢：17歳 / 身長：162cm

帝音国際学院電音部のセンター。様々なメディアで取り上げられるほどのカリスマ的人気を誇り、ステージ上では完璧な美しさで圧倒的なDJパフォーマンスをするが、私生活では怠惰な一面も見せる。
瀬戸 海月（せと みつき）
声 - シスター・クレア
- 「私達は常勝。常勝の上で更に高みを目指す存在。」→「私もそうだった。でもそれは間違っている。」
- 誕生日：3月9日 / 年齢：17歳 / 身長：160cm

音楽家の家系に育ち、非常に論理的で計算されたDJプレイが得意。しかし常に完璧を追い求めているために、自身の現状には不満を抱いている。道理に反することや整理整頓されていないことが嫌い。
大賀 ルキア（たいが るきあ）
声 - 星川サラ
- 「さぁさぁ、バトルしようよ！百回でも千回でも！」→「ルキア、もっと遊びたいぞ！お前はどうなのだ？」
- 誕生日：8月8日 / 年齢：16歳 / 身長：150cm

海外育ちでその出自は不明。あまり深く考えずに思いつきと本能だけで行動する。好戦的な性格で誰にでもDJバトルを仕掛けるため火凛と海月の手を焼かせているが、基本的に人懐っこく警戒心は低い。

### 真新宿GR学園（しん・しんじゅくジーアールがくえん）
カブキエリアにあるフリースクール。認可されていないため部活動が行えず、公式戦に出場できない。2022年3月19日にキャラクターが公開された。
大神 纏（おおがみ まとい）
声 - 吉田凜音
- 「力があれば神様にだってなれるよ？」
- 誕生日：8月13日 / 年齢：17歳 / 身長：156cm

違法DJによって生計を立てている少女。かつては帝音国際学院中等部に在籍していたが、シンギュラリティがもたらした世界を恨んでおり、GR社の力を利用して新世界の神になろうと画策している。
安倍＝シャクジ＝摩耶（あべの しゃくじ まや）
声 - SONOTA
- 「おまえ、愚の骨頂だっちゃ。ご愁傷様ｗ」
- 誕生日：4月8日 / 年齢：16歳 / 身長：166cm

アサクサエリア生まれ、カブキエリア育ち。纏こそが本物の神であると信じ、彼女を唯一神にすべく活動している。様々なルーツを活かした音楽性、独特なファッションセンスとおかしな語尾が特徴。
りむる（りむる）
声 - をとは
- 「豚ちゃん、イケ〜!!!♠」
- 誕生日：？？？ / 年齢：？？？ / 身長：155cm

人の不幸を切に願っており、人から嫌われることが大好き。「ポメモリ」（声 - くいしんぼあかちゃん）と呼ばれるよく分からない生き物を連れており、ときどき意味もなく殴る蹴るなどの暴行を加える。

### 深大久保DJ&ダンスアカデミー（しんおおくぼディージェイアンドダンスアカデミー）・Bellemule（ベルミュール）＆輝きノスタルジア（かがやきのすたるじあ）
シンオオクボエリアにある学校。DJとダンスの発展を目標に設立され、プロ養成に特化している。「エリアチェーン」制度によりいずれもHIKEが運営、宮島杏里がプロデュース、BerryVerrineがキャラクターデザインをそれぞれ担当する。Bellemuleは2023年4月17日に、輝きノスタルジアは2025年1月10日にキャラクターが公開された。

#### Bellemule
Lico（リコ）
声 - 中村花音
- 「全世界へ届けてみたいの。私たちの中にある、まばゆい輝きを！」
- 誕生日：6月7日 / 年齢：17歳 / 身長：158cm

ダンスの世界大会での優勝経験を持つ。自身の持てる才能を生かし、華々しい栄光を掴んだが言いしれない虚しさを抱えている。
Yuna（ユナ）
声 - 杉本希花
- 「……見えます！三連星の集いし地で、宇宙の運命がRemixされる未来が！」
- 誕生日：3月3日 / 年齢：16歳 / 身長：165cm

占いを得意とする少女。自身が見た深大久保を災厄が襲う未来を変えるために深大久保DJ&ダンスアカデミーに入学し、電音部を立ち上げたLicoとRayをサポートすることを誓っている。
Ai（アイ）
声 - 谷真理佳
- 「私、Bellemuleにぜんぶを捧げるの。そのためなら・・・・・『覚悟』は、できてる。」
- 誕生日：2月5日 / 年齢：19歳 / 身長：161cm

人の5倍は不器用な元引きこもり少女。Bellemuleとの出会いによって短所こそが個性になることに気づき独自の表現を見出していく。

##### 旧メンバー
Ray（レイ）
声 - 畔柳愛里
- 「任せて。音楽は素人でも、勝負事なら誰にも負けないから」
- 誕生日：11月21日 / 年齢：17歳 / 身長：163cm

男ばかりの家系の元に生まれ、幼い頃から格闘技の世界で育つ。格闘技の世界から距離を置き、新たな自分を見つけるために深大久保DJ&ダンスアカデミーに入学する。

#### 輝きノスタルジア
Kiri（キリ）
声 - 藤咲めぐみ
- 「私たちの最後の思い出、ぜったいに忘れられない時間にしたいの！」
- 誕生日：8月7日 / 年齢：13歳 / 身長：152cm

ごく普通の家庭に生まれ育った庶民的な少女。いつも天真爛漫で物事を深く考えないところも多いが、幼馴染であるMio、Erisと同じ学校に入りたい一心から猛勉強の末に深大久保DJ&ダンスアカデミーへの入学を果たした努力家な一面も。中学卒業後は親の関係で地方の高校に進学することになっている。
Mio（ミオ）
声 - 中村茉稟
- 「大人になってもずっと変わらないよ。音楽もウチらも。」
- 誕生日：7月20日 / 年齢：13歳 / 身長：152cm

飲食店を経営する家に生まれた少女。再開発によって家業が経営危機に陥った時期があり、お金や信頼に対しては人一倍敏感な性格。ダンスが得意だったことから深大久保DJ&ダンスアカデミーに入学したものの、現在はあまり積極的に取り組んでいない。中学卒業後は家から通える普通科のある高校に進学する予定。
Eris（エリス）
声 - 清水詩音
- 「遠くから眺めるだけだったあの星に、3人でならいける気がしてるす！」
- 誕生日：12月2日 / 年齢：13歳 / 身長：152cm

世界規模で事業を行う両親の元に生まれた少女。両親は西洋人だが日本生まれで日本語しか喋れず、その派手な容姿故に奇異な目で見られることも多い。Kiri、Mioにくっついて生きてきたために「2人がいなかったら生きていけない……」と考えている。中学卒業後は日本を離れることが決まっているため、不安で眠れない日が続いている。

### 心斎橋演芸高校（しんさいばしえんげいこうこう）・OKINI☆PARTY'S（オオキニパーティーズ）
シンサイバシエリアにある高校。「エリアチェーン」制度によりILCAとディアステージが共同で運営、福嶋麻衣子（もふくちゃん）と西野恭平がプロデュース、山口千尋がキャラクターデザインをそれぞれ担当する。2023年7月28日にキャラクターが公開された。
飴村 音凛（あめむら ねり）
声 - Noa
- 「世界一の<祭り>を作るのが、ウチの夢や！」
- 誕生日：9月30日 / 年齢：16歳 / 身長：150cm

三度の飯より祭りが好き。最強の祭りを探すべく心斎橋演芸高校に入学する。彼女の中ではツッコミだと思っているが完全にボケ。彼女の肩には「たこやん」と呼ばれるタコと思しき生物が乗っているが本当にタコなのかどうかは誰も知らない。
虎丸 笑万（とらまる えま）
声 - Lico
- 「何事も『小さいことからコツコツと』や」
- 誕生日：7月21日 / 年齢：18歳 / 身長：166cm

商売人の両親に育てられた商魂たくましい大阪人。DJが儲かると聞きつけ心斎橋演芸高校のDJ部を無理やり乗っ取る。クールな見た目から女子に人気があるが口を開くとガッカリされることが多く、こだわりが強いのに飽きっぽい一面もある。
東海林 桃々子（しょうじ ももこ）
声 - Mone
- 「私はなんでもいいですよ～♪」
- 誕生日：1月14日 / 年齢：17歳 / 身長：155cm

心斎橋演芸高校DJ部に幽霊部員として所属している。本音がどこにあるのか、何を考えているのかわからない不思議少女で天然キャラではあるが時々見せる「あざとさ」で周囲を振り回す腹黒い一面を持つ。標準語を用いているが出身地は不明。

### 池袋空乗院高校（いけぶくろくうじょういんこうこう）・池袋電音部（いけぶくろでんおんぶ）
イケブクロエリアにある高校。エリア内での抗争を受けて同校の電音部とダンス部は廃部に追い込まれ、STACKバトルランキングにも入れない最弱エリアと化している。「エリアチェーン」制度によりムービックが運営、同社のブランド「MY NEW GEAR」がプロデュース、kojikojiがキャラクターデザインをそれぞれ担当する。2023年9月16日にキャラクターと楽曲が公開された。
阿沙薙 帯（あさなぎ おび）
声 - 和久野愛佳
- 「電音部って、まだ、よくわかんないな……。」
- 誕生日：6月12日 / 年齢：16歳 / 身長：142cm

池袋空乗院高校1年生。探しものを得意とし、通称「べんりやさん」として活動してる中で電音部に出会う。
雅賀 烈賀（がが れっか）
声 - 矢吹真央
- 「電音部が勝手に無くなったんだから、電音部を勝手に作ったらいいんだよ！」
- 誕生日：8月21日/ 年齢：16歳 / 身長：178cm

池袋空乗院高校1年生。イケブクロエリアでの電音部復活に燃える電音部オタクで、鳳凰火凛推しの自称「イケブクロエリア最後の電音部員」。
雫來叉 手毬（しずくさ てまり）
声 - 中村さんそ
- 「もう一度一緒に電音部をやりたい人がいるの・・・。」
- 誕生日：2月19日 / 年齢：16歳 / 身長：168cm

池袋空乗院高校1年生でイケブクロWESTエリアDJチーム「池袋桃舞會」所属。行方不明になったリーダーを捜索するべく、EASTエリアのDJチーム「EAST SAVE UNITY」と行動をともにする。

### 東京電脳学園（とうきょうでんのうがくえん）
ネオトウキョウエリアにある高校。「エリアチェーン」制度により15STYLEが運営、苺りなはむがプロデュース、ごまがキャラクターデザインをそれぞれ担当する。2023年10月9日にキャラクターが公開された。
ねねるねる（ねねるねる）
声 - 苺りなはむ
- 「未来ってね、思い出の中にあるんだよ。」
- 誕生日：5月5日 / 年齢：17歳 / 身長：153cm

メカ集めが趣味で「～ねる」が口癖の少女。普段から眠そうにしているほど眠ることが好きでどこでもすぐに眠ってしまいがちだが、ステージに立つと覚醒したDJプレイを見せる。気まぐれでコンセプトカフェ「アストロ」でアルバイトをしている。
八波 零音（やなみ れいん）
声 - yAmmy
- 「何にだってなれる。それがネオトウキョウでしょ。」
- 誕生日：4月29日 / 年齢：17歳 / 身長：159cm

内向的であまり喋らないタイプで、自分の生い立ちについて語ることはほとんどない。運動神経が抜群で身体を駆使したパフォーマンスで観客を魅了する。
叶 ヒカリ（かのう ひかり）
声 - ぁぃぁぃ
- 「ウチらって、いいチームになりそうじゃない？」
- 誕生日：8月11日 / 年齢：17歳 / 身長：160cm

おしゃれが大好きで、いつも流行を発信しているネオギャルカリスマインフルエンサー。ネオトウキョウに何店舗も構える「よろず商会」の一人娘でムードメーカー的な存在として明るいつも前向きだが、可愛いものと光る物に目がない。

### Divergence Academy（ダイバージェンスアカデミー）・Divermy（ダイバミー）
ダイバエリアにある高校。世界に通用するパフォーマーの育成に加え、映像・舞台演出関係の分野の教育にも力を入れており、他とは違う良い意味で逸脱した新たなエンタメを発散・発進していく事を目標に掲げる。「エリアチェーン」制度によりマイノオトが運営、山下七海がプロデュース、Crowd Gateがキャラクターデザインをそれぞれ担当する。2024年4月14日にキャラクターが公開された。
渚 こな（なぎさ こな）
声 - KONA
- 「Hello！ダイバへようこそ！私が案内してあげるっ！」
- 誕生日：4月30日 / 年齢：16歳 / 身長：167cm

好奇心旺盛でアクティブな性格と高い運動神経の持ち主。中でもスノーボードとラクロスが得意。英語が堪能でいつか海外進出した時に役に立つと信じている。文武両道だが肝心なところで抜けているところもあり、メンバーからよくいじられている。
岬 よう（みさき よう）
声 - YOO
- 「Divermyといると笑顔になれるよ、これから期待してて！」
- 誕生日：10月24日 / 年齢：16歳 / 身長：168cm

クールで不思議な雰囲気をまとっているが、話すと意外にも気さくでおおらかな性格をしている。ファッションやメイクに興味があり美意識が高い。気遣いが上手で場の雰囲気を明るくすることが得意なこともあり、メンバーのみならず学校内での信頼も厚い。

#### 旧メンバー
汐 みりあ（うしお みりあ）
声 - MILIA
- 「ダイバから世界へ！ここが私の始まりの街！」
- 誕生日：12月20日 / 年齢：16歳 / 身長：154cm

真面目で努力家。人見知りではあるが打ち解けると気さくに話せる。お散歩が大好きでレッスンやイベントの間に抜け出しては行方不明になることが多く、度々メンバーを困らせているが、しっかりと色々なことを考えて率先して行動に移すという一面も。
碧 らら（あおい らら）
声 - RARA
- 「私たちが一番じゃなかったら、どこが一番なの？」
- 誕生日：2月7日 / 年齢：18歳 / 身長：157cm

Divermyのリーダー。りりの姉でハッキリしている性格と意思の強さの持ち主。しかし日によって機嫌の落差が激しく、時に先生にすら噛みつくために他のメンバーから呆れられることも。リーダーとしてDivermyのカッコよさを貪欲に追及するという熱い思いもあるが、実はお花やリボンが大好きでかわいい物好き。
碧 りり（あおい りり）
声 - RIRI
- 「いつかなれたらいいな・・・だれかの一番に・・・」
- 誕生日：6月27日 / 年齢：17歳 / 身長：162cm

ららの妹で、意志の強い姉とは対照的に優柔不断でマイペースな性格。普段はおっとりしているが、何故かご飯を食べるのは早い。体を動かすことが好きな反面書道が得意で、様々な面で静と動を兼ね備えている。

### 中野電脳学園（なかのでんのうがくえん）
ネオナカノエリアにある高校。学年・クラスを設けない年代の垣根を超えた教育が行われており、東京電脳学園とは姉妹校の関係にあたる。「エリアチェーン」制度により15STYLEが運営、苺りなはむがプロデュース、ごまがキャラクターデザインをそれぞれ担当する。2024年5月5日にキャラクターが公開された。
彗星 ルナ（すいせい るな）
声 - ようなぴ
- 「陰陽束ねるツインのテール！」
- 誕生日：9月6日 / 年齢：18歳 / 身長：162cm

中野電脳学園電音部のカリスマ部長。ブラックとゴールド左右ツートンのロングヘアがトレードマーク。電音部に対する情熱は熱く、強い責任感のもと、いつも部員たちを引っ張っている。
犬甘 るる（いぬかい るる）
声 - 由莉子
- 「セロトニンより0と1・・・」
- 誕生日：11月11日 / 年齢：17歳 / 身長：150cm

うるとは双子の姉で根っこからの陰キャ（いわゆるメンヘラ）。アニメとゲームとインターネット、暗い場所が好きで太陽に当たらない生活をしているために色白。おしゃれには無頓着でいつもジャージを着ており、インターネット上で顔出しなしでの配信をしているらしい。
犬甘 うる（いぬかい うる）
声 - POCHI
- 「ちっちゃいことはワカチコです★」
- 誕生日：11月11日 / 年齢：17歳 / 身長：150cm

るるとは双子の妹で姉とは真逆な超ポジティブの元気っ子。電音部を照らすムードメーカー的存在。ナカノエリア内のレトロカフェ巡りが趣味で、おしゃれが大好きな奇麗好き。運動神経は抜群だが漢字と方向に弱く、ドジっ子な一面もある。

### 北沢音箱高校（きたざわおとばここうこう）・Ma'Scar'Piece（マスカーピース）
シモキタザワエリアにある高校。生徒間の対立は表現のぶつけ合いで勝敗をつけるストイックな校風を持つ。「エリアチェーン」制度によりTWIN PLANETが運営、緜/wataがキャラクターデザインをそれぞれ担当する。2024年7月30日にキャラクターが公開された。
明前 魅音（めいぜん みおん）
声 - 甘崎結依梨
- 「勝利は必然、敗北は伏線！ 最後に輝くのは我々だ！」
- 誕生日：6月6日 / 年齢：17歳 / 身長：157cm

自分に絶対の自信を持つ少女。詰めの甘いところがあり失敗も多いが、常に先頭に立ち他人を否定せずに負けても笑われても臆せずにチャレンジャーを繰り返す姿で魅せるリーダー肌の持ち主。電音部に入るきっかけとなったアーティストがネットでの中傷で引退したという悲劇を繰り返さないような皆の精神的支柱たることを自分に課している。一人で見ながらニヤニヤするほどのアニメ好きでもある。
松蔭 聖那（しょういん せな）
声 - 咲間なぎ
- 「へー、いいじゃん最高じゃん。で、何の話？」
- 誕生日：12月24日 / 年齢：17歳 / 身長：149cm

無気力そうでいつも黒マスクを着用しているダウナー少女。いい加減で適当でSNSで話題のスイーツにしか興味がないように振る舞っているが、陰では練習に明け暮れる部内一の努力家でもある。彼女のファッションは好きなスタイルで、口先ばかり真剣で努力しない連中に向けたアンチテーゼである。牛乳が好きで、身長がもう1センチ伸びるまでは飲み続けるつもりでいる。
駒場 伶音（こまば れいね）
声 - 多々良ゆら
- 「いいよ、なんでも。たぶんボクが勝つから」
- 誕生日：9月17日 / 年齢：16歳 / 身長：165cm

クールな天才肌を持つ天然さん。1年生ながら部内トップを奪い取った超新星で憧憬と嫉妬を一身に受けながらも平然。マイペースに物事をこなす一方で皆とうまく馴染めないことに悩んでいる。分かりやすく説明しようとして繰り出す独自の例え話が共感を得難くしているが本人はそのことに気づいていない。ガチャガチャが好きで、ミニチュア家電をよく集めている。
笹塚 舞歌（ささづか まいか）
声 - 大森莉緒
- 「あれあれあれー？お姉さんまだやれるよー？なんで床舐めてるのかなー？」
- 誕生日：4月13日 / 年齢：18歳 / 身長：160cm

電音部の古株でみんなのお姉さんキャラ。優し気な見た目に対して心理戦や持久戦を得意とする策略家タイプ。笑顔の裏でパッシングに傷ついてきた過去もあり、ネットの声に立ち向かう魅音たちの世代に頼もしさと危うさを感じていると同時に笑顔の威圧感が強いせいで後輩との距離が縮まらないことを密かに悩んでいる。『自分がいなくては生きていけないから』という理由でペットの文鳥が好き。
三軒 神楽（さんげん かぐら）
声 - 山本愛梨
- 「お客さんに半端なものは見せられませんから」
- 誕生日：2月19日 / 年齢：17歳 / 身長：154cm→150cm

「厳しい引き締め役」かつ真面目でストイックな完璧主義者。ステージ上では笑顔を絶やさず客を楽しませるが、一方で私生活では他人に付け入る隙を与えず鋼の自制心でしっかりと自分を律する。その厳しさもあって誰もついてこられず、「ひとり○○」が全部できるほどソロ活動が長かった。『「黄色でカレー好きって戦隊みたい」とおじいちゃん世代から言われては、若い人には通じませんよ』と一蹴するほどにはカレーが好き（甘口派）。

## コンポーザー
| - Aiobahn - AZK & Toki - AmamiyaMaako - 安藤啓希 - IOSYS - 石濱 翔（MONACA） - 市瀬るぽ - irucaice - OHTORA & maeshima soshi - 柿迫ヒカル & 半田彬倫 - Kakeru - kamome sano - KiWi - Giga - kz（livetune） - KOERU - ケンモチヒデフミ - KOTONOHOUSE - 近藤秀次（Rebrast） | - PSYQUI - 佐藤貴文（BNSI） - Shogo & 早川博隆 - 周防パトラ - Snail's House - takashima - TAKU INOUE - Tatsunoshin - チバニャン - DÉ DÉ MOUSE - TEMPLIME - tofubeats - Tomggg - Shinpei Nasuno（奈須野新平） - Neko Hacker - Nor | - PARKGOLF - パソコン音楽クラブ - ハレトキドキ - banvox - picco - Hiroshi Okubo - Masayoshi Iimori - ミディ & 瀬戸美夜子（にじさんじ） - ミフメイ（BNSI） - Moe Shop - YUC'e - 雄之助 - Yunomi - Rheason Love & Tomoyuki Hirakawa - 渡辺 量（BNSI） |

## 用語
NEUCOM社（ニューコムしゃ）
多様性を認めるからこそ人々を管理し、過ちを起こさないようにコントロールするべきであるという思想を持つ企業で、エースコンバット3を中心とした「UGSFシリーズ」に登場する同名企業と同一企業とみられる。思想の為にAIを中心としたエコシステムを構築し人類を正しい方向に導いて管理していくことを目的としている。
- DJ Battle System（DJバトルシステム）

全世界統一規格DJバトルを実現するために開発された次世代型ライブAIシステム。特殊なセットアップを行うことなく気軽に利用が可能。個人データは生体認証によって管理されている。
- AI Hologram Speaker "FAIHS"（AIホログラムスピーカー ファイス）

従来VJ、PA、照明が行っていた作業をAIが一括して行うシステム。会場の盛り上がりなどを判定し、適切な演出を施す。バトル中はエフェクトだけではなく、プレイしているDJ固有の効果をもたらす。
GR社（ジーアールしゃ）
同じ思想を持つことにより争いはなくなるとし、それこそが全人類の幸福であるという思想を持つ全世界型企業で、「UGSFシリーズ」に登場するゼネラルリソース社と同一企業とみられる。思想の為に崇拝の対象となる人間によって全人類を統合をすることを目的としており、NEUCOM社とは対立関係となる。
- MusicQuark（ミュージッククォーク）

GR社が世界で初めて発見した「音楽に反応する素粒子」の名称。音楽に反応したMusicQuarkは人の心に作用することがわかっている。
- MusicCrystal（ミュージッククリスタル）

音楽を感受する人の心をGR社が定義した名称。MusicCrystalのなかにMusicQuarkが浸透、蓄積することで音楽による人の心の動きが生じるとされる。
- XGR01-KAMUI（GR社製DJシステム）

システムを起動した人間のMusicCrystalを可視化することができるDJシステム。プレイヤーの精神を間接的もしくは直接的な接続により取り込み、音楽に乗せることが可能。
- 分散型自律ゴーレム りむる

GR社が開発したクローン「りむる」を量産化したもの。個人や組織がオーナーとして管理・所有しており、真新宿GR学園の「りむる」もその1人。体内でMusicQuarkの力を用いてMusicCrystalを疑似的に生成することで活動できるようになっており、個体ごとの個性は共鳴する音楽次第で千差万別に変化する。
2023年8月11日にこのキャラクターの声を元にしたCeVIO AIによるソングライブラリがリリースされ、2024年6月29日には改良版となる「分散型自律ゴーレム りむる 2.0」を収録したVoiSona用ソングボイスライブラリがリリース。後に同年8月22日配信のアップデートパッチでCeVIO AI版も2.0に対応した。

## ディスコグラフィ
楽曲はApple MusicやSpotifyなどのサブスクリプションサービスで配信されているほか、ダウンロードやCDによる販売も行われている。

## 主なイベント
イベントは3種類の形態が取られており、キャラクターによるイベントを「GAME」、キャストによるイベントを「LIVE」、コンポーザーによるイベントを「PARTY」と呼ぶ。
| 形態               | タイトル | 公演日                 | 会場                                            | 出演者 | 出典    |
| 2021年             | 2021年 | 2021年                 | 2021年                                          | 2021年 | 2021年  |
| ------------------ | --- | ---------------------- | ----------------------------------------------- | --- | ------- |
| 主催公演           | 電音部 1st GAME -αテスト- | 3月27日                | 秋葉原エンタス                                  | 日高零奈、茅野ふたば、蔀 祐佳、桜乃美々兎、犬吠埼紫杏、小坂井祐莉絵 | [ 12 ]  |
| 配信イベント       | 電音部 ベストアルバム発売記念 オンラインDJイベント                                                                                   | 5月28日                | MIRAIKEN studio                                 | 堀越せな、秋奈、長谷川玲奈、蔀 祐佳 | [ 13 ]  |
| 配信イベント       | 電音部 Mini PARTY by SHIBUYA TRACKS                                                                                                  | 7月11日                | MIRAIKEN studio                                 | YUC'e、KOTONOHOUSE、Masayoshi Iimori、Kakeru | [ 14 ]  |
| コラボ公演         | 電音部 × アクログラム -Future Summer-                                                                                                | 8月7日                 | MIRAIKEN studio                                 | 長谷川玲奈、大森日雅、小宮有紗、澁谷梓希 | [ 15 ]  |
| 主催公演           | 電音部 1st LIVE -Make Waves- | 10月30日・31日         | TACHIKAWA STAGE GARDEN                          | 蔀 祐佳、天音みほ、堀越せな、小坂井祐莉絵、大森日雅、長谷川玲奈、秋奈、小宮有紗、澁谷梓希、健屋花那、シスター・クレア、星川サラ | [ 16 ]  |
| 主催公演           | 電音部 LIVE @サンリオピューロランド                                                                                                  | 11月23日               | サンリオピューロランド                          | 蔀 祐佳、天音みほ、堀越せな、小坂井祐莉絵、大森日雅、長谷川玲奈 | [ 17 ]  |
| 主催公演           | 電音部 1st GAME -βテスト- | 12月26日               | MIRAIKEN studio                                 | 黒鉄たま、白金 煌、澁谷梓希、瀬戸海月、大賀ルキア、シスター・クレア | [ 18 ]  |
| 2022年             | |                        |                                                 | |         |
| 主催公演           | 電音部 2nd LIVE -BREAK DOWN- | 3月19日                | パシフィコ横浜 国立大ホール                     | 小坂井祐莉絵、大森日雅、長谷川玲奈、蔀 祐佳、天音みほ、堀越せな、秋奈、小宮有紗、健屋花那、シスター・クレア、星川サラ | [ 19 ]  |
| 主催公演           | 電音部 AREA MEETING -SHIBUYA- | 9月10日・11日          | MIRAIKEN studio                                 | 健屋花那、シスター・クレア、星川サラ DAY1ゲスト・KOERU、Masayoshi Iimori、YUC'e DAY2ゲスト・Kakeru & takashima、KOTONOHOUSE、Tatsunoshin | [ 20 ]  |
| 主催公演           | 電音部 AREA MEETING -AKIBA- | 10月29日               | 渋谷WONB                                        | 蔀 祐佳、天音みほ、堀越せな、naePi-YO、石田裕亮(統括ディレクター) 昼の部ゲスト：ミフメイ (BNSI)、LindaAI-CUE (BNSI)、渡辺量 (BNSI) 夜の部ゲスト：D.watt、tempura (TEMPLIME)、奈須野新平 (Rebrast) | [ 21 ]  |
| 主催公演           | 電音部All Night Event -GR Masquerade-                                                                                                | 12月10日               | duo MUSIC EXCHANGE                              | 吉田凜音、SONOTA、をとは、 OHTORA、KOERU、Shin Wada、Sho Okada (BNSI)、Shogo Nomura (BNSI)、NARISK | [ 22 ]  |
| 配信イベント       | DENONBU COUNTDOWN -ブルッと底冷え はちゃめちゃお家でゴーンだ夜-                                                                      | 12月31日～2023年1月1日 | MIRAIKEN studio                                 | 蔀 祐佳、天音みほ、堀越せな、小坂井祐莉絵、大森日雅、長谷川玲奈、小宮有紗 | [ 23 ]  |
| 2023年             | |                        |                                                 | |         |
| 主催公演           | 電音部 AREA MEETING -AZABU- | 1月14日                | GARDEN新木場FACTORY                             | 秋奈、小宮有紗、澁谷梓希 昼の部ゲスト：早川博隆、ハレトキドキ 夜の部ゲスト：ケンモチヒデフミ、Hiroshi Okubo | [ 24 ]  |
| 主催公演           | 電音部 AREA MEETING -HARAJUKU- | 3月5日                 | 中野サンプラザ                                  | 小坂井祐莉絵、大森日雅、長谷川玲奈 『起』の部（昼公演）ゲスト：Snail’s House、picco、Moe Shop 『承』の部（夜公演）ゲスト：Neko Hacker、Nor、Yunomi | [ 25 ]  |
| 主催公演           | 電音部バトルロイヤル&電音部カンファレンス                                                                                            | 3月25日                | 科学技術館サイエンスホール                      | をとは、蔀 祐佳、天音みほ、堀越せな、石田裕亮（統括ディレクター、電音部カンファレンスのみ） | [ 26 ]  |
| 主催公演           | 電音部 アザブエリア 1st LIVE -MY STAR-                                                                                               | 4月9日                 | 森のホール21 大ホール                           | 秋奈、小宮有紗、澁谷梓希 狼煙の部（昼公演）開演前ゲストDJ：banvox 烽火の部（夜公演）開演前ゲストDJ：Tatsunoshin | [ 27 ]  |
| コラボ公演         | Cue! You! In! 〜D4DJ vs 電音部〜 | 4月22日                | Zepp DiverCity(TOKYO)                           | 長谷川玲奈、小宮有紗、中村花音、畔柳愛里、杉本希花 | [ 28 ]  |
| バースデーイベント | 鳳凰火凛生誕祭2023 | 5月10日                | namco TOKYO                                     | 鳳凰火凛 | [ 29 ]  |
| 主催公演           | 電音部 GR SQUAD vol.1 | 5月25日                | 新宿BLAZE                                       | 吉田凜音、SONOTA、をとは、 呂布カルマ、Bimi、OHTORA、ATSUKI | [ 30 ]  |
| バースデーイベント | 白金煌生誕祭2023 | 6月9日                 | namco TOKYO                                     | 白金煌 | [ 31 ]  |
| 主催公演           | 電音部 3rd LIVE -SOUL EVOLUTION- | 6月24日・25日          | TACHIKAWA STAGE GARDEN                          | 吉田凜音、SONOTA、をとは、蔀 祐佳、天音みほ、小坂井祐莉絵、大森日雅、秋奈、小宮有紗、澁谷梓希、健屋花那、シスター・クレア、星川サラ | [ 32 ]  |
| 主催公演           | 電魂祭 | 6月24日・25日          | TACHIKAWA STAGE GARDEN                          | 24日：佐藤貴文 (BNSI)、KOTONOHOUSE、Yuta Imai、YUC'e 25日：Sho Okada (BNSI)、TAKU INOUE、DÉ DÉ MOUSE、picco、AZK 両日出演：きあと | [ 33 ]  |
| バースデーイベント | 水上雛生誕祭2023 | 7月22日                | namco TOKYO                                     | 水上雛 | [ 34 ]  |
| バースデーイベント | 大賀ルキア生誕祭2023 | 8月8日                 | namco TOKYO                                     | 大賀ルキア | [ 35 ]  |
| プチイベント       | 「分散型自律ゴーレム りむる」発売記念イベント                                                                                        | 8月11日                | namco TOKYO                                     | りむる | [ 36 ]  |
| コラボ公演         | りむる×vα-livコラボアフターパーティ―                                                                                                 | 8月13日                | namco TOKYO                                     | りむる | [ 36 ]  |
| 主催公演           | 電音部 GR SQUAD vol.2 | 8月29日                | 新宿BLAZE                                       | 吉田凜音、SONOTA、をとは、 ポチョムキン (餓鬼レンジャー)、S.L.N.M、OHTORA、ATSUKI | [ 37 ]  |
| プチイベント       | 電音部 サマーパーティ ＆ 「分散型自律ゴーレム りむる」公式MV同時視聴会 in namco TOKYO                                                | 8月31日                | namco TOKYO                                     | キャラクターのDJプレイ及びMVの上映 | [ 38 ]  |
| 主催公演           | 電音部 アキバエリア 1st LIVE -ニーハオ★ハーバー！赤レンガ！？シュウマイ食べたい(´～｀)腹ペーコー☝-                                   | 9月3日                 | 横浜1000 CLUB                                   | 蔀 祐佳、天音みほ、堀越せな 準備の部ゲストDJ：DJ和 | [ 39 ]  |
| バースデーイベント | 黒鉄たま生誕祭2023 | 9月10日                | namco TOKYO                                     | 黒鉄たま | [ 40 ]  |
| バースデーイベント | 灰島銀華生誕祭2023 | 10月10日               | namco TOKYO                                     | 灰島銀華 | [ 41 ]  |
| 主催公演           | 電音部 アザブエリア 2nd LIVE -Home Coming-                                                                                           | 10月28日               | 東京国際フォーラム ホールC                      | 秋奈、小宮有紗、澁谷梓希 | [ 42 ]  |
| 主催公演           | 電音部シンサイバシエリア 1st LIVE "ほな、いこか〜！"                                                                                 | 10月29日               | 心斎橋 club JOULE                               | Noa、Lico、Mone ゲスト：外神田文芸高校 from 電音部（蔀 祐佳、天音みほ、堀越せな）、D.watt（IOSYS/USAGI Production）、DJ TAMU（USAGI Production）、Twinfield（USAGI Production）、きあと | [ 43 ]  |
| バースデーイベント | 犬吠埼紫杏生誕祭2023 | 11月23日               | namco TOKYO                                     | 犬吠埼紫杏 | [ 44 ]  |
| 主催公演           | 真新宿GR学園 -1st Anniversary Party-                                                                                                 | 11月25日               | 新宿BLAZE                                       | 吉田凜音、SONOTA、をとは、 KOERU、Shogo Nomura(BNSI)、ATSUKI、NUU$HI、Neko Hacker、いつか（Charisma.com） | [ 45 ]  |
| 主催公演           | Cybertokyo | 11月25日               | Spotify O-EAST / Spotify O-Crest / DJ Bar東間屋 | 苺りなはむ、yAmmy、ぁぃぁぃ、 TeddyLoid feat.苺りなはむ、BPM15Q、KSUKE、Masayoshi Iimori、KOTONOHOUSE、星熊南巫、GenerationZ（gaburyu、hirihiri、nyankobrq & YACA、picco）、YUC'e、BBY NABE、doggie、lilbesh ramko、nyamura、uyuni、ぶっ恋呂百花、Yackle、Genick、itsuki nakanishi、ダイキハヤシ | [ 46 ]  |
| バースデーイベント | 茅野ふたば生誕祭2023 | 12月8日                | namco TOKYO                                     | 茅野ふたば | [ 47 ]  |
| 2024年             | |                        |                                                 | |         |
| 複合型イベント     | 電音部 ULTRA EXPO 2024 | 1月6日                 | パシフィコ横浜 国立大ホール                     | 蔀 祐佳、天音みほ、堀越せな、小坂井祐莉絵、大森日雅、長谷川玲奈、秋奈、小宮有紗、健屋花那、シスター・クレア、吉田凜音、SONOTA、をとは、中村花音、杉本希花、Noa、Lico、Mone、和久野愛佳、矢吹真央、中村さんそ、苺りなはむ、yAmmy、ぁぃぁぃ、YOO、RARA、MILIA、RIRI、KONA コンポーサー&DJ：TAKU INOUE、ケンモチヒデフミ、Moe Shop、naePi-YO、Aiobahn、市瀬るぽ、いるかアイス、ウ山あまね、Capchii、Sho Okada、Shogo Nomura、ハレトキドキ、picco、フロクロ、びばえいち、Qreme Logic クリエイター：Mika Pikazo、きあと、つづつ | [ 48 ]  |
| バースデーイベント | 東雲和音生誕祭2024 | 1月18日                | namco TOKYO                                     | 東雲和音 | [ 49 ]  |
| 主催公演           | 電音部ハラジュクエリア 桜のパーティー                                                                                                | 2月12日                | namco TOKYO                                     | 小坂井祐莉絵、大森日雅、長谷川玲奈 昼の部ゲストDJ：ミディ | [ 50 ]  |
| バースデーイベント | 桜乃美々兎生誕祭2024 | 2月12日                | namco TOKYO                                     | 桜乃美々兎、小坂井祐莉絵 | [ 51 ]  |
| プチイベント       | Bellemule 谷 真理佳加入発表会 | 2月17日                | namco TOKYO                                     | 中村花音、杉本希花、谷真理佳 | [ 52 ]  |
| バースデーイベント | 日高零奈 & 瀬戸海月生誕祭2024 | 3月9日                 | namco TOKYO                                     | 日高零奈、瀬戸海月、蔀 祐佳 | [ 53 ]  |
| 主催公演           | Bellmule Oneman Live『DOK』 | 3月10日                | 新宿村LIVE                                      | 中村花音、杉本希花、谷 真理佳 ゲスト：心斎橋演芸高校 from 電音部（Noa、Mone） | [ 52 ]  |
| コラボ公演         | 『塊DJ魂』 in namco TOKYO | 3月17日                | namco TOKYO                                     | 三宅優、hirihiri、ミフメイ with 天音みほ | [ 54 ]  |
| 主催公演           | 電音部シンサイバシエリア 2nd Live "アホちゃうもん!"                                                                                  | 3月24日                | 大阪 Yogibo META VALLEY                         | Noa、Lico、Mone ゲスト：真新宿GR学園（吉田凜音、SONOTA） with KOERU、picco、DJ TAMU、5ushi、きあと | [ 55 ]  |
| バースデーイベント | 安倍＝シャクジ＝摩耶生誕祭2024 | 4月8日                 | namco TOKYO                                     | 安倍＝シャクジ＝摩耶、SONOTA | [ 56 ]  |
| プチイベント       | Divermy Debut Event 『Dive Out Party!』                                                                                              | 4月14日                | namco TOKYO                                     | YOO、RARA、MILIA、RIRI、KONA MC：JUNGO ゲスト：大森日雅 | [ 57 ]  |
| プチイベント       | RED FORMULA ～#SHIBUYAGAGA～ | 5月9日                 | SHIBUYA nagomix                                 | 矢吹真央、naePi-YO | [ 58 ]  |
| バースデーイベント | 鳳凰火凛生誕祭2024 | 5月10日                | namco TOKYO                                     | 鳳凰火凛 | [ 59 ]  |
| トークイベント     | Lico生誕祭 at namco TOKYO | 6月7日                 | namco TOKYO                                     | 中村花音、杉本希花、谷 真理佳 | [ 60 ]  |
| プチイベント       | Divermy 『Dive Out Party! #2』 | 6月9日                 | namco TOKYO                                     | YOO、RARA、MILIA、RIRI、KONA MC：山下七海、JUNGO | [ 61 ]  |
| バースデーイベント | 白金煌生誕祭2024 | 6月9日                 | namco TOKYO                                     | 白金煌、JUNGO | [ 62 ]  |
| プチイベント       | 出張版シンシンシンサイバシin東京 | 6月15日                | NEIGHBOR                                        | Noa、Lico、Mone | [ 63 ]  |
| プチイベント       | 電音部公式自主練発表会 ＆ 電音部4周年記念生配信 in namcoTOKYO                                                                        | 6月28日                | namco TOKYO                                     | 蔀 祐佳、天音みほ、堀越せな、石田裕亮（統括ディレクター）、きあと | [ 64 ]  |
| プチイベント       | Bellemule 公式DJ自主練イベント ～Deep in Abyss～                                                                                     | 6月29日                | 秋葉原エンタス                                  | 中村花音、杉本希花、谷 真理佳 ゲスト：雅賀烈賀 from 池袋電音部（矢吹真央）、JUNGO、YOO、DJ和 | [ 65 ]  |
| 主催公演           | NEOKYO vol.1 | 6月30日                | 渋谷WONB                                        | 苺りなはむ、yAmmy、ぁぃぁぃ ゲスト：真新宿GR学園（吉田凜音、SONOTA、をとは）、KOERU | [ 66 ]  |
| 主催公演           | NEONAKA vol.1 | 6月30日                | 渋谷WONB                                        | ようなぴ、由莉子、POCHI ゲスト：Bellemule from 電音部（中村花音、杉本希花、谷 真理佳）、心斎橋演芸高校 from 電音部（Noa、Lico、Mone）、picco、きあと | [ 67 ]  |
| 主催公演           | 電音部 VS LIVE『新宿大決戦 -カブキVSシンオオクボ-』                                                                                  | 7月13日                | Zepp Shinjuku                                   | 吉田凜音、SONOTA、をとは、中村花音、杉本希花、谷 真理佳 MC：佐野電磁 | [ 68 ]  |
| バースデーイベント | 水上雛生誕祭2024 | 7月22日                | namco TOKYO                                     | 水上雛 | [ 69 ]  |
| プチイベント       | 電音部シンサイバシエリア 3rd LIVE 前夜祭                                                                                             | 7月27日                | TSUTAYA EBISUBASHI イベントスペース             | Noa、Lico、Mone | [ 70 ]  |
| 主催公演           | 電音部シンサイバシエリア 3rd LIVE "1周年ワンマン祝ってくだ祭！"                                                                      | 7月28日                | 心斎橋SUNHALL                                   | Noa、Lico、Mone ゲスト：DJ TAMU、大林ひょと子 | [ 71 ]  |
| 主催公演           | 電音部ハラジュクエリア 1st LIVE『なつぞらとわたし』                                                                                  | 8月4日                 | Zepp Shinjuku                                   | 小坂井祐莉絵、大森日雅、長谷川玲奈 青空の部（昼公演）ゲスト：picco、Neko Hacker | [ 72 ]  |
| バースデーイベント | 大賀ルキア生誕祭2024 | 8月8日                 | namco TOKYO                                     | 大賀ルキア | [ 73 ]  |
| バースデーイベント | 大神纏生誕祭2024 | 8月13日                | namco TOKYO                                     | 大神纏 | [ 74 ]  |
| 主催公演           | Cybercruse | 8月15日                | 京浜フェリーボート・ロサアルバ号                | ようなぴ、由莉子、POCHI、 ハレトキドキ、DJ WILDPARTY、Capchii、SHACHI、nyankobrq & yaca、naePi-YO、gaburyu | [ 75 ]  |
| プチイベント       | 電音部 4th LIVE発表会 in namco TOKYO                                                                                                 | 8月23日                | namco TOKYO                                     | 天音みほ、大森日雅、小宮有紗、吉田凜音 | [ 76 ]  |
| 配信イベント       | YouTube Music Weekend 8.0 supported by docomo 『電音部 DEN-ON-BU Special DJ MIX』                                                    | 8月25日                | 電音部チャンネル（YouTube）                     | 白金 煌、黒金たま | [ 77 ]  |
| バースデーイベント | 黒鉄たま生誕祭2024 | 9月10日                | namco TOKYO                                     | 黒鉄たま、白金 煌 | [ 78 ]  |
| メンシ限定イベント | 電音部メンバーシップ限定！DJイベント！                                                                                               | 9月14日                | MIRAIKEN studio                                 | 蔀 祐佳、天音みほ、堀越せな | [ 79 ]  |
| 主催公演           | Cybertokyo | 9月14日                | ZERO TOKYO                                      | 苺りなはむ、yAmmy、ぁぃぁぃ、吉田凜音、SONOTA、をとは、ようなぴ、由莉子、POCHI、Noa、Lico、Mone、 TeddyLoid、Aiobahn、Moe Shop、lilbesh ramko、KOTONOHOUSE B2B rinahamu+frends、SEBii、KOTONOHOUSE、picco、ハレトキドキ、kegøn、e5、SHACHI、ぶっ恋呂百花、星熊南巫、doggie、BUDDHAHOUSE、hara、Batsu、Genick、Yuto Takoshima、ogura×DSK、Capchii、Gigandect、LIFE is SAMPLING、KOERU、naePi-YO、X♡coisioringoX♡、栄免建設                                                                                                  | [ 80 ]  |
| トークイベント     | BUKURO TALK DISCO #池電最高 1st ANNIV                                                                                                | 9月15日                | 代々木 A TALK CLUB WOOFER                       | 和久野愛佳、矢吹真央、中村さんそ ゲスト:naePi-YO | [ 81 ]  |
| 主催公演           | Ma’Scar’Piece 1stLIVE -Rock it, and fight!!-                                                                                         | 9月22日                | Spotify O-EAST                                  | 甘崎結依梨、咲間なぎ、多々良ゆら ゲスト：チバニャン、DJデッカチャン with 西井万理那 | [ 82 ]  |
| 主催公演           | NEONAKA vol.2 | 9月28日                | 渋谷WONB                                        | ようなぴ、由莉子、POCHI DAY公演ゲスト：池袋電音部（和久野愛佳、矢吹真央、中村さんそ）、Capchii、きあと NIGHT公演ゲスト：Ma'Scar'Piece（甘崎結依梨、咲間なぎ、多々良ゆら）、OKINI☆PARTY'S from 電音部（Noa、Lico、Mone）、チバニャン | [ 83 ]  |
| バースデーイベント | 灰島銀華生誕祭2024 | 10月10日               | namco TOKYO                                     | 灰島銀華 | [ 84 ]  |
| 主催公演           | 池袋電音部 AREA MEETING「DEN-ON-BU ANTHOLOGY」                                                                                       | 10月14日               | 渋谷WONB                                        | 和久野愛佳、矢吹真央、中村さんそ、蔀 祐佳、天音みほ、堀越せな | [ 81 ]  |
| DJイベント         | DJバン シンシンシンサイバシ | 10月18日               | namco TOKYO                                     | Noa、Lico、Mone ゲスト：DJ TAMU | [ 85 ]  |
| 主催公演           | 真新宿GR学園 1st LIVE | 11月10日               | 渋谷WONBLIVE                                    | 吉田凜音、SONOTA、をとは | [ 86 ]  |
| 主催公演           | OKINI☆PARTY'S 4th LIVE "BFF -Best Friends Forever- "                                                                                 | 11月9日                | 大阪 ESAKA MUSE                                 | Noa、Lico、Mone ゲスト：Bellemule from 電音部（中村花音、谷 真理佳、杉本希花）、DJデッカチャン、DJ TAMU、つづつ | [ 87 ]  |
| メンシ限定イベント | 電音部VIPメンシリアルイベント | 11月23日               | namco TOKYO                                     | 長谷川玲奈、堀越せな、 DJ TAMU | [ 88 ]  |
| バースデーイベント | 犬吠埼紫杏生誕祭2024 | 11月23日               | namco TOKYO                                     | 犬吠埼紫杏 | [ 89 ]  |
| 主催公演           | 爆音ポップコーン | 11月30日               | 渋谷WONBLIVE                                    | 蔀 祐佳、天音みほ、吉田凜音、SONOTA、をとは、Noa、Lico、Mone 昼の部のみ：中村花音、杉本希花、谷 真理佳、DJシーザー 夜の部のみ：甘崎結依梨、咲間なぎ、多々良ゆら、DJ和 | [ 90 ]  |
| バースデーイベント | 茅野ふたば生誕祭2024 | 12月8日                | namco TOKYO                                     | 茅野ふたば | [ 91 ]  |
| 主催公演           | 電音部 1st CG EVENT「STACK BATTLE ROYAL」                                                                                            | 12月22日               | namco TOKYO                                     | 日高零奈、東雲和音 | [ 92 ]  |
| トークイベント     | BUKURO TALK DISCO #池電最高 2024 生徒会に隠れて大忘年会SPECIAL                                                                       | 12月26日               | 代々木 A TALK CLUB WOOFER                       | 和久野愛佳、矢吹真央 ゲスト：naePi-YO、ぴーちゃん（MY NEW GEARスタッフ） | [ 93 ]  |
| 主催公演           | OKINI☆PARTY'S -紡年会2024- | 12月27日               | 代官山 SPACE ODD                                | Noa、Lico、Mone ゲスト：外神田文芸高校 from 電音部（蔀 祐佳、天音みほ、堀越せな）、ミームトーキョー（MEW、SAE、SOLI、NENE、MITSUKI）、DJ TAMU | [ 94 ]  |
| 主催公演           | NEOKYO vol.2 | 12月28日               | 渋谷WONB                                        | 苺りなはむ、yAmmy、ぁぃぁぃ ゲスト：picco、yosumi、水槽 | [ 95 ]  |
| 主催公演           | Ma'Scar'Piece 2ndLIVE | 12月28日               | duo MUSIC EXCHANGE                              | 甘崎結依梨、咲間なぎ、多々良ゆら、山本愛梨、大森莉緒 | [ 96 ]  |
| メンシ限定イベント | ゆく電くる電2024 | 12月29日               | MIRAIKEN studio                                 | 蔀 祐佳、天音みほ、堀越せな、石田裕亮（統括ディレクター） | [ 97 ]  |
| プチイベント       | 電音部 -年越せNew Front year! 高らかにHurry up！Beatを回せ！超・常・天・翔！熱・電・爆・散！年末年始は電音部で盛りAGARE！スペシャル- | 12月31日～2025年1月1日 | namco TOKYO                                     | 蔀 祐佳、谷 真理佳、矢吹真央、Hiroshi Okubo、DJ-JUNGO、FAIO、naePi-YO、きあと | [ 98 ]  |
| 2025年             | |                        |                                                 | |         |
| プチイベント       | 中野電脳学園校外学習Vol.1 | 1月4日                 | namco TOKYO                                     | ようなぴ、由莉子、POCHI | [ 99 ]  |
| プチイベント       | シンオオクボエリア新グループ発表会 in namco TOKYO                                                                                    | 1月10日                | namco TOKYO                                     | 谷 真理佳、藤咲めぐみ、中村茉稟、清水詩音 | [ 100 ] |
| バースデーイベント | 東雲和音生誕祭2025 | 1月18日                | namco TOKYO                                     | 東雲和音 | [ 101 ] |
| DJイベント         | DJバン シンシンシンサイバシ Vol.2 | 1月24日                | namco TOKYO                                     | Noa、Lico、Mone、DJ TAMU ゲスト：POCHI | [ 102 ] |
| 主催公演           | Cybertokyo | 1月25日                | Spotify O-EAST / DJ Bar東間屋                   | 苺りなはむ、yAmmy、ぁぃぁぃ、吉田凜音、SONOTA、をとは、ようなぴ、 TeddyLoid、BPM15Q、KMNZ、YUC'e、KOTONOHOUSE、4s4ki、picco、Batsu、Hylen、Uilou、Eye×IQYU、LIFE is SAMPLING | [ 103 ] |
| 対バンイベント     | Ma'Scar'Piece presents Scratch vol.1                                                                                                 | 2月8日                 | GARDEN新木場 FACTRORY                           | 甘崎結依梨、咲間なぎ、多々良ゆら、山本愛梨、大森莉緒、天音みほ、中村花音、谷 真理佳、杉本希花、藤咲めぐみ、中村茉稟、清水詩音 他 | [ 104 ] |
| 主催公演           | OKINI☆PARTY'S 5th LIVE “KAWAII POP GALAXY”                                                                                           | 2月10日                | 心斎橋BIGCAT                                    | Noa、Lico、Mone ゲスト：神宮前参道學園 from 電音部（小坂井祐莉絵、大森日雅、長谷川玲奈）、中野電脳 from 電音部（ようなぴ、由莉子、POCHI）、DJ TAMU、きあと | [ 105 ] |
| トークイベント     | OKNI☆PARTY'S 5th LIVE アフタートークイベント「OKINI☆PARTY'Sが心斎橋ディアステージに来るねんて〜(笑)」                                | 2月11日                | 心斎橋ディアステージ                            | Noa、Lico、Mone | [ 106 ] |
| バースデーイベント | 桜乃美々兎生誕祭2025 | 2月12日                | namco TOKYO                                     | 桜乃美々兎 | [ 107 ] |
| バースデーイベント | Ai & Yuna生誕祭 @namco TOKYO | 2月18日                | namco TOKYO                                     | 中村花音、谷 真理佳、杉本希花 | [ 108 ] |
| バースデーイベント | 雫來叉手毬生誕祭2025 | 2月19日                | namco TOKYO                                     | 中村さんそ、naePi-YO | [ 109 ] |
| 主催公演           | 電音部4th LIVE -IDOL FORCE HARMONY-                                                                                                  | 3月8日                 | TACHIKAWA STAGE GARDEN                          | 蔀 祐佳、天音みほ、堀越せな、中村花音、谷 真理佳、杉本希花、Noa、Lico、Mone、ようなぴ、由莉子、POCHI、甘崎結依梨、咲間なぎ、多々良ゆら、山本愛梨、大森莉緒 | [ 110 ] |
| 主催公演           | 電音部4th LIVE -FORTRESS OF CHAOS-                                                                                                   | 3月8日                 | TACHIKAWA STAGE GARDEN                          | 秋奈、小宮有紗、小坂井祐莉絵、大森日雅、長谷川玲奈、苺りなはむ、yAmmy、ぁぃぁぃ、和久野愛佳、矢吹真央、中村さんそ、YOO、KONA | [ 111 ] |
| 主催公演           | 電音部4th LIVE -電魂祭- | 3月9日                 | TACHIKAWA STAGE GARDEN                          | PandaBoY、MY NEW GEAR（naePi-YO、Gigandect、KAH、9W3R7Y）、DJ日高零奈 & DJ瀬戸海月、Hylen、gaburyu、藤咲めぐみ、中村茉稟、清水詩音 | [ 112 ] |
| 主催公演           | 電音部4th LIVE -MUSIC FOR LIBERTY-                                                                                                   | 3月9日                 | TACHIKAWA STAGE GARDEN                          | 蔀 祐佳、天音みほ、堀越せな、小坂井祐莉絵、大森日雅、長谷川玲奈、秋奈、小宮有紗、澁谷梓希、健屋花那、シスター・クレア、星川サラ、吉田凜音、SONOTA、をとは | [ 113 ] |
| プチイベント       | 電音部4th LIVE -後夜祭- | 3月9日                 | namco TOKYO                                     | 石田裕亮（統括ディレクター）、子川拓哉（統括プロデューサー） | [ 114 ] |
| DJイベント         | TRIAL NAKANO -DJ Lesson 1- | 3月22日                | namco TOKYO                                     | ようなぴ、由莉子、POCHI | [ 115 ] |
| 対バンイベント     | Ma'Scar'Piece presents Scratch EX | 3月31日                | 渋谷CLUB QUATTRO                                | 甘崎結依梨、咲間なぎ、多々良ゆら、山本愛梨、大森莉緒 他 | [ 116 ] |
| 主催公演           | Bellemule 2nd Oneman Live『Sparkle』                                                                                                 | 4月6日                 | 代官山UNIT                                      | 中村花音、杉本希花、谷 真理佳 ゲスト：輝きノスタルジア（藤咲めぐみ、中村茉稟、清水詩音） | [ 117 ] |
| バースデーイベント | 安倍＝シャクジ＝摩耶生誕祭2025 | 4月8日                 | namco TOKYO                                     | 安倍＝シャクジ＝摩耶 | [ 118 ] |
| 主催公演           | Ma'Scar'Beat | 5月3日                 | ドクタージーカンズ                              | 咲間なぎ、多々良ゆら、山本愛梨、大森莉緒 | [ 119 ] |
| 主催公演           | Cybertokyo | 5月3日                 | ZERO TOKYO                                      | 苺りなはむ、yAmmy、ぁぃぁぃ、 由莉子＆POCHI、Noa、Lico、Mone、KOTONOHOUSE+rinahamu、ケンモチヒデフミ、Pa’s Lam System、DÉ DÉ MOUSE+MON/KU、picco×ど～ぱみん、嚩、wagahai is neko、e5、429、IQYU、Yackle、栄免建設、naePi-YO、KOERU、Capchii、NUU$HI、あぽろ、Eye×IQYU、hara、Batsu、Hylen、BUDDHAHOUSE、itsuki nakanishi | [ 120 ] |
| 主催公演           | 真新宿GR学園 真新宿百鬼妖宴 | 5月8日                 | 渋谷WONB                                        | 吉田凜音、SONOTA、をとは 5月8日公演ゲスト：KMNZ、YUC'e 6月6日公演ゲスト：Neko Hacker、lilbesh ramko 7月4日公演ゲスト：ケンモチヒデフミ、LanPage | [ 121 ] |
| 主催公演           | 真新宿GR学園 真新宿百鬼妖宴 | 6月6日                 | 渋谷WONB                                        | 吉田凜音、SONOTA、をとは 5月8日公演ゲスト：KMNZ、YUC'e 6月6日公演ゲスト：Neko Hacker、lilbesh ramko 7月4日公演ゲスト：ケンモチヒデフミ、LanPage | [ 122 ] |
| 主催公演           | 真新宿GR学園 真新宿百鬼妖宴 | 7月4日                 | 渋谷WONB                                        | 吉田凜音、SONOTA、をとは 5月8日公演ゲスト：KMNZ、YUC'e 6月6日公演ゲスト：Neko Hacker、lilbesh ramko 7月4日公演ゲスト：ケンモチヒデフミ、LanPage | [ 123 ] |
| DJイベント         | DJバン シンシンシンサイバシ Vol.3 | 5月9日                 | namco TOKYO                                     | Noa、Lico、Mone、DJ TAMU ゲスト：picco | [ 124 ] |
| バースデーイベント | 鳳凰火凛生誕祭2025 | 5月10日                | namco TOKYO                                     | 鳳凰火凛 | [ 125 ] |
| 主催公演           | NEONAKA Vol.3 | 5月24日                | 渋谷WONB                                        | ようなぴ、由莉子、POCHI ゲスト：天音みほ、OKINI☆PARTY'S from 電音部（Noa、Lico、Mone）、雅賀烈賀＆雫來叉手毬 from 池袋電音部（矢吹真央、中村さんそ） | [ 126 ] |
| DJイベント         | BUKURO TALK DIST MARKETS | 5月25日                | SHIBUYA nagomix                                 | 和久野愛佳、矢吹真央、中村さんそ、naePi-YO | [ 127 ] |
| 主催公演           | aninight presents 阿沙薙 帯 BirthDay LIVE 都市と衝動                                                                                 | 6月13日                | アニメイト池袋本店                              | 和久野愛佳、矢吹真央、中村さんそ、naePi-YO ゲスト：OKINI☆PARTY'S from 電音部（Noa、Lico、Mone）、Ma'Scar'Piece（甘崎結依梨、咲間なぎ、多々良ゆら、山本愛梨、大森莉緒） | [ 128 ] |
| 主催公演           | NEONAKA Vol.4 | 5月24日                | 渋谷WONB                                        | ようなぴ、由莉子、POCHI ゲスト：yosumi、KMNZ、KOERU、きあと | [ 129 ] |
| DJイベント         | Lico 生誕祭 2025 at namco TOKYO | 6月7日                 | namcoTOKYO                                      | 中村花音、杉本希花、谷 真理佳 | [ 130 ] |
| バースデーイベント | 白金煌生誕祭2024 | 6月9日                 | namcoTOKYO                                      | 白金煌 | [ 131 ] |
| トークイベント     | 出張版シンシンシンサイバシ～シンサイバシ解体新書～                                                                                   | 6月15日                | NEIGHBOR                                        | Noa、Lico、Mone | [ 132 ] |
| DJイベント         | 電音部5TH ANNIVERSARY DJ PARTY | 6月28日                | namcoTOKYO                                      | 蔀 祐佳、天音みほ、堀越せな、小坂井祐莉絵、SONOTA with RK、杉本希花、Noa、Lico、Mone、矢吹真央、POCHI、多々良ゆら、石田裕亮（統括ディレクター）、 矢野圭将（クリエイティブプロデューサー） | [ 133 ] |
| 主催公演           | Ma'Scar'Beat Vol.2 | 7月12日                | ドクタージーカンズ                              | 甘崎結依梨、咲間なぎ、多々良ゆら、山本愛梨、大森莉緒 | [ 134 ] |
| 主催公演           | Cybercruse | 7月19日                | 京浜フェリーボート・ロサアルバ号                | ようなぴ、由莉子、POCHI、 Gigandect、naePi-YO、中村さんそ、Mone | [ 135 ] |
| バースデーイベント | 水上雛生誕祭2025 | 7月22日                | namco TOKYO                                     | 水上雛 | [ 136 ] |
| 主催公演           | OKINI☆PARTY'S 2nd Anniversary LIVE “FANTASTIC CIRCUS”                                                                                | 7月27日                | LIVEHOUSE ANIMA                                 | Noa、Lico、Mone、DJ TAMU 昼公演ゲスト： 池袋電音部（和久野愛佳、矢吹真央、中村さんそ） | [ 137 ] |
| バースデーイベント | 大賀ルキア生誕祭2025 | 8月8日                 | namco TOKYO                                     | 大賀ルキア | [ 138 ] |
| バースデーイベント | 大神纏生誕祭2025 | 8月13日                | namco TOKYO                                     | 大神纏 | [ 139 ] |
| 主催公演           | 電中祭 DEN-NAKA-SAI | 8月9日                 | 渋谷WONB                                        | ようなぴ、由莉子、POCHI、蔀 祐佳、天音みほ、堀越せな、Noa、Lico、Mone、甘崎結依梨、咲間なぎ、多々良ゆら、山本愛梨、大森莉緒、和久野愛佳、矢吹真央、中村さんそ、中村花音、杉本希花、谷 真理佳 チバニャン、KOERU、naePi-YO、神と和解せよ、Gigandect、きあと | [ 140 ] |
| 対バンイベント     | Ma'Scar'Piece presents Scratch vol.2 ～Ma'Scar'Piece 1st Anniversary SP～                                                            | 8月15日                | KT Zepp Yokohama                                | 甘崎結依梨、咲間なぎ、多々良ゆら、山本愛梨、大森莉緒、Noa、Lico、Mone、中村花音、谷 真理佳、杉本希花、藤咲めぐみ、中村茉稟、清水詩音 他 | [ 141 ] |
| バースデーイベント | 雅賀烈賀presents 雅賀烈賀生誕祭 雅賀烈賀爆裂スーパーライブ '25                                                                       | 8月21日                | namco TOKYO                                     | 矢吹真央、naePi-YO | [ 142 ] |
| 主催公演           | 電音部シンサイバシエリア STORY&LIVE "心斎橋演芸高校 学校説明会"                                                                      | 9月27日                | 代官山SpeceOdd                                  | Noa、Lico、Mone | [ 143 ] |
| 主催公演           | Ma'Scar'Beat Vol.3 | 9月27日                | ATOM TOKYO -SHIBUYA-                            | 甘崎結依梨、咲間なぎ、多々良ゆら、山本愛梨、大森莉緒 | [ 144 ] |
| 主催公演           | 真新宿GR学園東名阪ツアー -真新宿天下統一ノ乱-                                                                                        | 10月13日               | 梅田BANGBOO                                     | 吉田凜音、SONOTA、をとは | [ 145 ] |
| 主催公演           | 真新宿GR学園東名阪ツアー -真新宿天下統一ノ乱-                                                                                        | 10月19日               | HOLIDAY NEXT NAGOYA                             | 吉田凜音、SONOTA、をとは | [ 145 ] |
| 主催公演           | 真新宿GR学園東名阪ツアー -真新宿天下統一ノ乱-                                                                                        | 11月2日                | 渋谷ストリームホール                            | 吉田凜音、SONOTA、をとは | [ 145 ] |
| トークイベント     | 出張版シンシンシンサイバシ＠人形町                                                                                                   | 10月18日               | くらのあかり 人形町大門通り店                   | Noa、Lico、Mone | [ 146 ] |
| コラボ公演         | ネオナカノエリア×シンサイバシエリア 2MAN LIVE "NEON☆PARTY"                                                                           | 11月3日                | 代官山SpeceOdd                                  | ようなぴ、由莉子、POCHI、Noa、Lico、Mone | [ 147 ] |
| 2026年             | |                        |                                                 | |         |
| 主催公演           | 東京電脳 1st LIVE 『LOST TOKYO -Hourglass of Light-』                                                                                | 1月12日                | 日本教育会館 一ツ橋ホール                       | 苺りなはむ、yAmmy、ぁぃぁぃ ゲスト：犬甘うる from 中野電脳（POCHI）他 | [ 148 ] |

### ゲスト出演
※付きはトークイベント等でDJ・ライブパフォーマンスを伴わないもの。
| タイトル                                                                                | 公演日                    | 会場                                | 出演者 | 出典            |
| 2020年                                                                                  | 2020年                    | 2020年                              | 2020年 | 2020年          |
| --------------------------------------------------------------------------------------- | ------------------------- | ----------------------------------- | --- | --------------- |
| SUPERCHAT                                                                               | 9月6日                    | 秋葉原エンタス                      | 蔀 祐佳 & tempura（TEMPLIME） | [ 149 ]         |
| SUPERCHAT 1周年スペシャル                                                               | 11月29日                  | 秋葉原エンタス                      | 天音みほ & tempura（TEMPLIME） | [ 150 ]         |
| アキバ大好き！祭り                                                                      | 12月26日                  | ベルサール秋葉原                    | 堀越せな | [ 151 ]         |
| ASOBINOTES ONLINE FEST 2nd                                                              | 12月31日〜2021年1月1日    | 豊洲PIT                             | 蔀 祐佳、小坂井祐莉絵 | [ 152 ]         |
| 2021年                                                                                  |                           |                                     | |                 |
| アニレヴ2021 in チームスマイル 豊洲PIT                                                  | 11月22日                  | 豊洲PIT                             | 秋奈 | [ 153 ]         |
| MEAT meets MUSIC Fes SAITAMA 2021 "ANISONG&NET CULTURE SONG"                            | 11月26日                  | さいたまスーパーアリーナ            | 澁谷梓希、小宮有紗 | [ 154 ]         |
| 2022年                                                                                  |                           |                                     | |                 |
| RESPECT FOR GEEKS vol.1                                                                 | 2月27日                   | 渋谷WONB                            | 堀越せな | [ 155 ]         |
| バンダイナムコエンターテインメントフェスティバル 2nd                                    | 5月14日                   | ZOZOマリンスタジアム                | 蔀 祐佳、天音みほ、堀越せな、小坂井祐莉絵、大森日雅、長谷川玲奈、秋奈、小宮有紗、澁谷梓希 | [ 156 ]         |
| Virtual Music Award 2022 SUMMER                                                         | 7月17日                   | ミクチャ                            | 東雲和音、黒鉄たま | [ 157 ]         |
| patchwork2022                                                                           | 8月13日                   | Club Asia                           | 蔀 祐佳 | [ 158 ]         |
| JM梅田ミュージックフェス2022 SUMMER                                                     | 8月21日                   | HH cross EVENTS                     | 茅野ふたば | [ 159 ]         |
| イナズマロックフェス 2022                                                               | 9月18日                   | 烏丸半島芝生広場                    | 蔀 祐佳、天音みほ、堀越せな、秋奈、小宮有紗、澁谷梓希 | [ 160 ]         |
| えるすりー4前夜祭DJパーティー                                                           | 9月22日                   | Z-aN                                | 犬吠埼紫杏 | [ 161 ]         |
| Life Like a Live!4                                                                      | 9月23日～25日             | Z-aN                                | 桜乃美々兎、水上雛、犬吠埼紫杏 | [ 161 ]         |
| J-WAVE INNOVATION WORLD FESTA 2022「電音部 INNOFES METAVERSE LIVE supported by TOPPAN」 | 10月22日                  | 六本木ヒルズアリーナ                | ライブパート：日高零奈、東雲和音、茅野ふたば、白金 煌、黒鉄たま、大賀ルキア、桜乃美々兎 トークパート：石田裕亮（統括ディレクター）、内山俊朗、JUNGO | [ 162 ]         |
| T.M.Revolution×Bandai Namco Entertainment「X INNOVATIVE LIVE」                          | 11月17日                  | MIRAIKEN studio                     | 日高零奈、東雲和音、茅野ふたば、白金 煌、黒鉄たま、灰島銀華 | [ 163 ]         |
| #エンタス4周年                                                                          | 11月20日                  | 秋葉原エンタス                      | 日高零奈 | [ 164 ]         |
| LiLYPSE 3rd ONLINE LIVE 双星歌劇「反躬治星AUTONOMY」                                    | 11月27日                  | Z-aN                                | 犬吠埼紫杏 | [ 165 ]         |
| Virtual Music Award 2022                                                                | 12月9日～10日             | 豊洲PIT                             | 灰島銀華、日高零奈 | [ 166 ]         |
| RESPECT FOR GEEKS vol.3 1st anniversary                                                 | 12月11日                  | 渋谷WONB                            | 蔀 祐佳 | [ 155 ]         |
| 2023年                                                                                  |                           |                                     | |                 |
| #D4DJ_DJTIME In RESORT『グルミクpresents DJTIME!!』                                     | 1月8日                    | カラオケパセラ上野公園前店          | 蔀 祐佳 | [ 167 ]         |
| 〜5G LAB & mysta〜 「アイドル V×R フェス」                                              | 2月27日                   | 品川インターシティホール            | 外神田文芸高校 from 電音部（蔀 祐佳、天音みほ、堀越せな） | [ 168 ]         |
| #DJTIME_CLUB                                                                            | 3月12日                   | 浅草花劇場                          | 堀越せな | [ 169 ]         |
| SXSW Conference & Festivals 2023 Gaming Happy Hour with AI DJ by "ELMIRAIVE"            | 3月15日（日本時間）       | Fairmont Austin                     | 鳳凰火凛 | [ 170 ]         |
| えるすりー5前夜祭DJパーティ                                                             | 3月16日                   | Z-aN                                | 日高零奈、東雲和音、茅野ふたば | [ 171 ]         |
| Life Like a Live!5 第四公演                                                             | 3月19日                   | Z-aN                                | 日高零奈、東雲和音、茅野ふたば | [ 171 ]         |
| EVOLUTION POP!EXTRE                                                                     | 3月21日                   | Spotify O-EAST                      | 外神田文芸高校 from 電音部（蔀 祐佳、天音みほ、堀越せな） | [ 172 ]         |
| VIRTUALIZE REALIZE 3rd Anniversary                                                      | 4月16日                   | 秋葉原MOGRA                         | 東雲和音 | [ 173 ]         |
| アイドルジェネレーション vol.60 in 中野サンプラザ                                       | 4月22日                   | 中野サンプラザ                      | 外神田文芸高校 from 電音部（蔀 祐佳、天音みほ、堀越せな） | [ 174 ]         |
| 苺祭 2023                                                                               | 4月29日                   | duo MUSIC EXCHANGE                  | 真新宿GR学園（吉田凜音、SONOTA、をとは） | [ 175 ]         |
| 肉フェス2023 TheカーニバルTOKYO                                                         | 5月4日                    | お台場青海地区P区画                 | 外神田文芸高校 from 電音部（蔀 祐佳、天音みほ、堀越せな） | [ 176 ]         |
| Vの宴2023 in CLUB CITTA'                                                                | 5月20日                   | CLUB CITTA‘                         | 日高零奈 | [ 177 ]         |
| TIF ASIA TOUR 2023 in Seoul                                                             | 6月3日                    | 韓国 WEST BRIDGE                    | 外神田文芸高校 from 電音部（蔀 祐佳、天音みほ、堀越せな） | [ 178 ]         |
| Anime Subculture DJ Festival 2023 -Powered by NETCLUB×TIF ASIA TOUR-                    | 6月4日                    | 韓国 ALIVE HALL                     | 外神田文芸高校 from 電音部（蔀 祐佳、天音みほ、堀越せな） | [ 179 ]         |
| namco TOKYO DJ PARTY                                                                    | 6月13日                   | namco TOKYO                         | 蔀 祐佳 | [ 180 ]         |
| SPARK 2023 in YAMANAKAKO                                                                | 7月15日                   | 山中湖交流プラザきらら              | 外神田文芸高校 from 電音部（蔀 祐佳、天音みほ、堀越せな） | [ 181 ]         |
| #D4DJ_DJTIME CLUB （7月） 昼公演                                                        | 7月22日                   | 飛行船シアター                      | 外神田文芸高校 from 電音部（蔀 祐佳、天音みほ、堀越せな） | [ 182 ]         |
| dot yell fes SUMMER SP 2023                                                             | 8月14日                   | KT Zepp Yokohama                    | 外神田文芸高校 from 電音部（蔀 祐佳、天音みほ、堀越せな） | [ 183 ]         |
| Seoul POPCON 「KIMCHIKURA x OTACOS with Den-On-Bu」                                     | 8月25日〜27日             | 韓国 SEONGAM ART HALL               | 大森日雅（26日のみ）、電音部キャラクターによるDJプレイ | [ 184 ]         |
| KIMCHIKURA Fes.                                                                         | 8月26日                   | 韓国 SEONGAM ART HALL               | 大森日雅 | [ 184 ]         |
| @ JAM EXPO 2023 supported by UP-T                                                       | 8月26日                   | 横浜アリーナ                        | 外神田文芸高校 from 電音部（蔀 祐佳、天音みほ、堀越せな） | [ 185 ]         |
| MUSIC VERSE LIVE #5                                                                     | 9月2日                    | V-Clan                              | 黒鉄たま | [ 186 ]         |
| Virtual Music Award 2023 SUMMER 昼公演                                                  | 9月3日                    | Z-aN                                | りむる | [ 187 ]         |
| MY NEW GEAR presents MY NEW DEPT. 1                                                     | 9月16日                   | 渋谷 CLUB CAMELOT                   | 長谷川玲奈 | [ 188 ]         |
| NAKAYOSHI FES. 2023                                                                     | 9月23日                   | Club asia                           | 神宮前参道學園・心斎橋演芸高校 from 電音部（長谷川玲奈、大森日雅、Noa、Lico、Mone） | [ 189 ]         |
| ウィクロスフェス with 電音部 -電音部トークステージ-※                                    | 9月24日                   | TFTホール1000                       | 外神田文芸高校 from 電音部（蔀 祐佳、天音みほ、堀越せな） | [ 190 ]         |
| GLITCH RAVE 1st Exhibition -バーチャルIP×音楽の可能性-※                                 | 9月24日                   | NEORT++                             | RINNEEE（吉田凜音）、石田裕亮（統括ディレクター） | [ 191 ]         |
| 『アニメソングの可能性!～ということで現地で検証してみた～』vol.2                        | 10月7日                   | 秋葉原MOGRA                         | 蔀 祐佳 | [ 192 ]         |
| Digi-come ACROSS                                                                        | 11月3日                   | YOKOHAMA COAST garage+              | 秋奈 | [ 193 ]         |
| SO_DIE Vol.2                                                                            | 11月11日                  | 六本木CUBE                          | 大賀ルキア | [ 194 ]         |
| アミューズメント エキスポ in 東京ビッグサイト -AMUSEMENT MUSIC FES 2023-                | 11月25日                  | 東京ビッグサイト 東2・3ホール       | 蔀 祐佳、堀越せな | [ 195 ]         |
| エアトリ presents 毎日がクリスマス 2023~聖なる☆#DSPMLIVE                                | 12月17日                  | 横浜赤レンガ倉庫1号館 3Fホール      | 外神田文芸高校 from 電音部（蔀 祐佳、天音みほ、堀越せな） | [ 196 ]         |
| 2024年                                                                                  |                           |                                     | |                 |
| Virtual Music Award 2024 WINTER 夜公演                                                  | 1月20日                   | Z-aN                                | 東雲和音 | [ 197 ]         |
| DOUBLE:                                                                                 | 1月26日                   | 池袋harevutai                       | 黒鉄たま、白金煌 | [ 198 ]         |
| オカオガトウダイ                                                                        | 2月11日                   | duo MUSIC EXCHANGE                  | 外神田文芸高校 from 電音部（蔀 祐佳、天音みほ、堀越せな） | [ 199 ]         |
| をとは 2nd one man live ワクセイラボ                                                    | 2月17日                   | Spotify O-EAST                      | 真新宿GR学園（吉田凜音、をとは、SONOTA） | [ 200 ]         |
| SANRIO Virtual Festival 2024                                                            | 3月2日・3月17日・3月25日  | VRChat、SPWN                        | 犬吠埼紫杏 | [ 201 ]         |
| Vの宴2024 feat.さなのばくたん。 in CLUB CITTA'                                          | 3月9日                    | CLUB CITTA‘                         | 桜乃美々兎 | [ 202 ]         |
| イロドリミドリLIVE‘24 CLUB S.S.L.                                                       | 3月17日                   | 新宿BLAZE                           | 蔀 祐佳、Bellemule from 電音部（中村花音、杉本希花） | [ 203 ]         |
| MetaMe 笑ってVとも！※                                                                   | 3月18日・3月20日・3月21日 | MetaMe                              | 飴村音凛(20日)、虎丸笑万(21日)、東海林桃々子(18日、21日) | [ 204 ]         |
| ゴールド・ウィング賞G3アニメ祭り「リンカイ！ & 電音部 ステージ」                        | 4月21日                   | 西武園競輪場                        | 長谷川玲奈、小坂井祐莉絵 | [ 205 ]         |
| アイドルジェネレーション vol.63 ゴールデンウィークSP in Zepp Shinjuku                   | 4月28日                   | Zepp Shinjuku                       | 外神田文芸高校 from 電音部（蔀 祐佳、天音みほ） | [ 206 ]         |
| SUPER JAPAN EXPO 2024                                                                   | 5月10日～12日             | チリ エスタシオン・マポチョ文化会館 | 東京電脳 from 電音部（苺りなはむ、yAmmy、ぁぃぁぃ） | [ 207 ]         |
| namco TOKYO DJ PARTY 06                                                                 | 5月17日                   | namco TOKYO                         | 蔀 祐佳 | [ 208 ]         |
| Vの宴2024 in CLUB CITTA'                                                                | 5月18日                   | CLUB CITTA‘                         | 黒鉄たま | [ 209 ]         |
| 太陽と踊れ月夜に唄え TAIBAN LIVE「日進月歩」Vol.8                                       | 5月19日                   | 池袋harevutai                       | Bellemule from 電音部（中村花音、杉本希花、谷 真理佳）、雅賀烈賀 from 池袋電音部（矢吹真央） | [ 210 ]         |
| BPM15Q ONE MAN LIVE -回想-                                                              | 5月19日                   | Spotify O-EAST                      | 東京電脳 from 電音部（苺りなはむ、yAmmy）、中野電脳 from 電音部（ようなぴ、由莉子、POCHI） | [ 211 ]         |
| ササクレフェス2024                                                                      | 6月8日                    | 渋谷WOMBLIVE                        | 真新宿GR学園（吉田凜音、SONOTA、をとは） | [ 212 ]         |
| AniRAVE Fever!!!!!                                                                      | 6月22日                   | 新木場GARDEN FACTORY                | 心斎橋演芸高校 from 電音部（Noa、Lico、Mone）、Divermy from 電音部（YOO、RARA、MILIA、RIRI、KONA） | [ 213 ]         |
| Neko Hacker Presents. Home Sweet Home Vol.1                                             | 7月16日                   | Club asia                           | 小坂井祐莉絵 | [ 214 ]         |
| st.ERA vol.Special in 東京キネマ倶楽部                                                  | 7月20日                   | 東京キネマ倶楽部                    | Divermy from 電音部（YOO、RARA、MILIA、RIRI、KONA） | [ 215 ]         |
| METEORA ANTHEM FES vol.2                                                                | 8月4日                    | 渋谷WOMB                            | Divermy from 電音部（YOO、RARA、MILIA、RIRI、KONA） | [ 216 ]         |
| 27ronronお披露目ライブ 「ronron電影Fes」                                                | 8月13日                   | 原宿RUIDO                           | 外神田文芸高校 from 電音部（蔀 祐佳、天音みほ、堀越せな） | [ 217 ]         |
| GOLD DISC                                                                               | 8月17日                   | ZERO TOKYO                          | 東京電脳 from 電音部（苺りなはむ、yAmmy、ぁぃぁぃ） | [ 218 ]         |
| 池袋は俺の庭 "DJ CAESAR from TOKYO" BIRTHDAY BASH 2024                                  | 8月31日                   | 池袋harevutai                       | KONA+YOO from Divermy | [ 219 ]         |
| 東阪ディアステ残暑見舞いLIVE SP！＠#DSPMLIVE【大阪編】                                  | 9月6日                    | 心斎橋SUNHALL                       | OKINI☆PARTY'S from 電音部（Noa、Lico、Mone） | [ 220 ]         |
| namco TOKYO DJ PARTY 09                                                                 | 9月6日                    | namco TOKYO                         | 蔀 祐佳 | [ 221 ]         |
| NAKAYOSHI FES. 2024                                                                     | 9月21日                   | 渋谷WOMBLIVE                        | OKINI☆PARTY'S from 電音部（Noa、Lico、Mone）、外神田文芸高校 from 電音部（蔀 祐佳、天音みほ、堀越せな） | [ 222 ]         |
| #エンタス6周年                                                                          | 10月5日                   | 秋葉原エンタス                      | 堀越せな | [ 223 ]         |
| 暴力的にカワイイ in お台場                                                              | 10月6日                   | お台場青海地区P区画                 | KOTONOHOUSE × 東京電脳 from 電音部（苺りなはむ、yAmmy） | [ 224 ]         |
| #DSPMLIVE@白金高輪SELENE b2                                                             | 10月14日                  | 白金高輪SELENE b2                   | OKINI☆PARTY'S from 電音部（Noa、Lico、Mone） | [ 225 ]         |
| namco TOKYO DJ PARTY 10                                                                 | 10月25日                  | namco TOKYO                         | 小坂井祐莉絵 | [ 226 ]         |
| ANINIGHT Launch Party powered by movic                                                  | 11月8日                   | アニメイト池袋本店                  | 雅賀烈賀 from 池袋電音部（矢吹真央） | [ 227 ]         |
| namco TOKYO DJ PARTY 11                                                                 | 11月15日                  | namco TOKYO                         | 杉本希花、Noa | [ 228 ] [ 229 ] |
| アミューズメント エキスポ 2024 -AMUSEMENT MUSIC FES 2024-                               | 11月16日                  | 東京ビッグサイト 東5・6ホール       | 外神田文芸高校 from 電音部（蔀 祐佳、天音みほ、堀越せな） | [ 230 ]         |
| Kawaii Future Café Vol.13                                                               | 11月16日                  | 表参道WALL&WALL                     | 中野電脳 from 電音部（ようなぴ、由莉子、POCHI） | [ 231 ]         |
| VVV MUSIC LIVE 2024                                                                     | 11月22日～23日            | Z-aN                                | りむる | [ 232 ]         |
| #DSPMLIVE＠浅草花劇場                                                                   | 11月24日                  | 浅草花劇場                          | 外神田文芸高校 from 電音部（蔀 祐佳、天音みほ、堀越せな） | [ 233 ]         |
| 電音部非公式DJイベント 『Intersection_2062』                                            | 12月1日                   | 下北沢CREAM                         | 雅賀烈賀 from 池袋電音部（矢吹真央） | [ 234 ]         |
| Anime Weekend Atlanta in Atlanta                                                        | 12月15日～17日            | ジョージア世界会議センター          | 東京電脳 from 電音部（苺りなはむ、yAmmy、ぁぃぁぃ） | [ 235 ]         |
| 2025年                                                                                  |                           |                                     | |                 |
| 新春みゅ～らいぶ2025 〜デミカツ！電音部！お年玉争奪戦！〜                               | 1月10日                   | ヒューリックホール東京              | りむる | [ 236 ]         |
| MIX TOKYO DJ PARTY Vol.01                                                               | 1月31日                   | namco TOKYO                         | 堀越せな | [ 237 ]         |
| GAL+                                                                                    | 2月7日                    | clubasia                            | DJ犬甘姉妹 from 電音部（由莉子、POCHI） | [ 238 ]         |
| TAKU INOUE EXHIBITION MATCH                                                             | 3月6日                    | Zepp Shinjuku                       | 天音みほ | [ 239 ]         |
| SXSW2025                                                                                | 3月13日                   | Elysium                             | 東京電脳 from 電音部（苺りなはむ、yAmmy、ぁぃぁぃ） | [ 240 ]         |
| Kawaii Kon 2025                                                                         | 3月14日～16日             | HAWAII CONVENTION CENTER            | 東京電脳 from 電音部（苺りなはむ、yAmmy、ぁぃぁぃ） | [ 241 ]         |
| アニレヴ ～ZONE～                                                                       | 3月15日                   | 神田スクエアホール                  | 天音みほ、小宮有紗 | [ 242 ]         |
| ANINIGHT feat. ラブライブ！シリーズ -Blooming Force-                                    | 3月15日                   | アニメイト池袋本店                  | 雅賀烈賀 from 池袋電音部（矢吹真央） | [ 243 ]         |
| MIX TOKYO DJ PARTY Vol.02                                                               | 3月21日                   | namco TOKYO                         | SONOTA | [ 244 ]         |
| 夢限大みゅーたいぷ 対バンライブ「えんかうんた～」Vol.1                                  | 4月5日                    | GARDEN新木場 FACTORY                | 真新宿GR学園（吉田凜音、をとは、SONOTA） | [ 245 ]         |
| MaiNote Festival 2025                                                                   | 4月11日                   | Zepp DiverCity（TOKYO）             | Divermy from 電音部（YOO、KONA） | [ 246 ]         |
| DEARSTAGE SHOWCASE 2025 SPRING                                                          | 4月18日                   | 神田明神ホール                      | Noa、Mone | [ 247 ]         |
| 肉フェス 2025 TOKYO ステーキ王決定戦 -ディアステージDAY-                                | 5月1日                    | お台場青海地区P区画                 | OKINI☆PARTY'S from 電音部（Noa、Lico、Mone） | [ 248 ]         |
| aninight 体験版 Curation by D.watt                                                      | 5月2日                    | アニメイト池袋本店                  | 雅賀烈賀 from 池袋電音部（矢吹真央）、蔀 祐佳 | [ 249 ]         |
| 肉フェス 2025 TOKYO ステーキ王決定戦 -アニソン＆アキバカルチャーDAY 2皿め-              | 5月4日                    | お台場青海地区P区画                 | 外神田文芸高校 from 電音部（蔀 祐佳、天音みほ、堀越せな） | [ 250 ]         |
| #DSPMLIVE@Shibuya DIVE                                                                  | 5月4日                    | Shibuya DIVE                        | OKINI☆PARTY'S from 電音部（Noa、Lico、Mone） | [ 251 ]         |
| #DSPMLIVE in SHIZUOKA                                                                   | 5月17日                   | ARTIE/ LIVLIV                       | OKINI☆PARTY'S from 電音部（Noa、Lico、Mone） | [ 252 ]         |
| Vの宴2025 in CLUB CITTA'                                                                | 5月24日                   | CLUB CITTA‘                         | りむる | [ 253 ]         |
| MIX TOKYO DJ PARTY Vol.03                                                               | 5月30日                   | namco TOKYO                         | 長谷川玲奈 | [ 254 ]         |
| DEN-ON CROSS BOOTLEG                                                                    | 6月4日                    | SHIBUYA nagomix                     | 雅賀烈賀 from 池袋電音部（矢吹真央）、堀越せな、池袋電音部スタッフ | [ 255 ]         |
| NANIMONO 新体制お披露目ツアー『7ちゃんねる』-大阪板 Part.1-                             | 6月7日                    | 大阪 Yogibo META VALLEY             | OKINI☆PARTY'S from 電音部（Noa、Lico、Mone） | [ 256 ]         |
| #オタクール2025                                                                         | 6月22日                   | 福岡selecta                         | SONOTA | [ 257 ]         |
| #DSPMLIVE EXTRA inspired by MMP220                                                      | 6月25日                   | 新宿LOFT                            | OKINI☆PARTY'S from 電音部（Noa、Lico、Mone）、Ma'Scar'Piece（甘崎結依梨、咲間なぎ、多々良ゆら、大森莉緒、山本愛梨） | [ 258 ]         |
| MOGRA × #DSPM presents ぶらぶらうんじ                                                   | 7月9日                    | 秋葉原MOGRA                         | Noa | [ 259 ]         |
| MIX TOKYO DJ PARTY Vol.04                                                               | 8月1日                    | namco TOKYO                         | をとは | [ 260 ]         |
| MOGRA × TIF2025 DJパーティ supported by JOYPOLIS                                        | 8月1日                    | 東京ジョイポリス                    | OKINI☆PARTY'S from 電音部（Noa、Lico、Mone）、多々良ゆら、大森莉緒 | [ 261 ]         |
| GAL+                                                                                    | 8月16日                   | club asia                           | DJ八波零音 from 東京電脳（yAmmy）、中野電脳 from 電音部（ようなぴ、由莉子、POCHI） | [ 262 ]         |
| KIMCHIKURA Fes VOL.4                                                                    | 8月23日                   | 韓国 YES24 LIVE HALL                | 神宮前参道學園 from 電音部（小坂井祐莉絵、長谷川玲奈、大森日雅） | [ 263 ]         |
| XNAMBA MUSIC FESTIVAL -2025- Part1:DAY                                                  | 9月13日                   | Zepp Namba (OSAKA)                  | 心斎橋演芸高校DJ部（飴村音凛、虎丸笑万、東海林桃々子） | [ 264 ]         |
| 日曜日のアオザイ -日曜日に特撮ヒーローを語る会- ※                                       | 9月14日                   | カフェバーアオザイ                  | Noa | [ 265 ]         |
| NAKAYOSHI FES. 2025                                                                     | 9月23日                   | TBA                                 | 外神田文芸高校 from 電音部（蔀 祐佳、天音みほ、堀越せな）、Bellemule from 電音部（中村花音、杉本希花、谷 真理佳）、OKINI☆PARTY'S from 電音部（Noa、Lico、Mone）、中野電脳 from 電音部（ようなぴ、由莉子、POCHI）、Divermy from 電音部（YOO、KONA）、池袋電音部（和久野愛佳、中村さんそ）、Ma'Scar'Piece（甘崎結依梨、咲間なぎ、多々良ゆら、大森莉緒、山本愛梨） | [ 266 ]         |
| MIX TOKYO DJ PARTY Vol.05                                                               | 10月3日                   | namco TOKYO                         | 小宮有紗 | [ 267 ]         |
| アニレヴ ～Halloween～                                                                  | 10月12日                  | WARP SHINJUKU                       | OKINI☆PARTY'S from 電音部（Noa、Lico、Mone）、Divermy from 電音部（YOO、KONA） | [ 268 ]         |
| GAL+～Halloween Party～                                                                 | 10月18日                  | club asia                           | DJ八波零音 from 東京電脳（yAmmy）、DJ犬甘うる from 中野電脳（POCH）、彗星ルナ from 中野電脳（ようなぴ） | [ 269 ]         |

## ラジオ
ディアステ電音部-012（ラブワンツー）-
FM FUJIにて2020年10月2日から2021年3月26日まで放送されていた番組。全26回。パーソナリティは蔀 祐佳、天音みほ、堀越せな。
電音部Webラジオ
アソビストアや各種ポッドキャスト配信サービスにて2021年5月7日から2022年3月11日まで配信されていた番組。全43回。パーソナリティは月ごとに入れ替わりで担当。
電音部Webラジオ 第2部
アソビストアや各種ポッドキャスト配信サービスにて2022年5月6日から2023年6月30日まで配信されていた番組。全51回(内SP回1回)。パーソナリティは2～3週ごとに2～3人が入れ替わりで担当。
真新宿GR学園放送局
電音部Webラジオ 第2部をジャックする形で配信された番組。パーソナリティはSONOTAとをとはが担当。
電音部Webラジオ 東雲和音の美少女研究室
ASOBI CHANNELにて2023年10月13日から2024年7月26日まで配信されていた番組。全42回。パーソナリティは天音みほ。
CREATIVE SIDE BAR presented by 電音部
ASOBI CHANNELにて2024年2月7日から配信中の番組。パーソナリティはをとは。
IKEBUKURO DEN-ON-BU DAISUKI RADIO
池袋電音部公式YouTubeチャンネルにて2025年5月22日から配信中の番組。パーソナリティは和久野愛佳、矢吹真央、中村さんそ。

## 漫画
電音部4コマ漫画
公式Xにて更新されていた4コマ漫画。作者はこるり。公式YouTubeチャンネルとASOBI CHANNELでは一部がボイスコミックスとして公開され、アソビストアbookでは書き下ろし新作入りの電子書籍が無料配信されている。
ゆるおんぶ
公式X・公式サイトで毎週火曜日に更新されている4コマ漫画。作者はプリンアラモード。
コミカライズ電音部
2021年10月30日から2022年6月27日までは一迅社が運営する「一迅プラス」にて、2024年10月2日からはアソビストアbookで連載中の電音部ノベルのコミカライズ版。脚本は久慈マサムネ、作画は晴瀬ひろき。
1. 2022年7月27日発売（ISBN 978-4-75-806994-6）

池袋電音部
イケブクロエリア公式Xにて不定期更新されている「電音部ノベル イケブクロエリア」のコミカライズ版。原作は草見沢繁、作画は中曾根、原案はMY NEW GEAR。
北沢音箱高校ストーリーコミック
Ma'Scar'Piece公式X・公式サイトにて毎週金曜日に更新されている漫画。作者は黄波戸井ショウリ、作画はさんけ。
電音部シンサイバシエリア 4コマ
OKINI☆PARTY'S公式Xと公式サイトにて不定期更新されている「電音部シンサイバシエリア メインストーリー」のコミカライズ版。

## 小説・オーディオドラマ
電音部 Stage.ドラゴンマガジン
ドラゴンマガジンで2021年3月号から特集記事の一部として9月号まで1ページ分のショートショートを掲載。ショートショート終了後も同タイトルで特集記事の連載は続いた。シナリオ担当は久慈マサムネ。
電音部ノベル
アソビストアbookとBookLiveにて連載中の小説。作者は久慈マサムネ、挿絵（第2部以降）はきあと。第1部では各エリアメンバーによる他校の電音部との交流やDJバトルを、第2部では違法DJ(＝カブキエリア)の襲来に各エリアが立ち向かっていく様子が描かれる。
1. 2023年12月30日発売

電音部シンサイバシエリア メインストーリー
シンサイバシエリア公式YouTubeにて公開されているオーディオドラマ。2024年2月3日公開の第12話は3Dモデルを用いた視聴者参加型ライブとして生配信された。
電音部ノベル イケブクロエリア
MY NEW GEARのPixiv FANBOXページ内で連載されている小説。作者は草見沢繁、原案はMY NEW GEAR。
Bellemule novel（旧：電音部  シンオオクボエリア）
Bellemule公式サイトにてepub形式ファイルの電子書籍として配信されている小説。作者はBlue-Cat、挿絵はmokoppe。

## メディア出演

### テレビ
- MUSIC VERSE（2023年9月1日、日本テレビ）- 黒鉄たま（CV:秋奈）がゲスト出演[276]。
- ガリベンチャーV（2025年4月2日、テレビ朝日）- OKINI☆PARTY'S（Lico、Noa、Mone）がゲスト出演[277]。
- マチコミ（2025年7月16日・23日、テレビ埼玉） - Noaがゲスト出演[278]。

### ラジオ
- Satoruman50 半世紀少年ミュージックショー（2024年4月5日、広島エフエム） - OKINI☆PARTY'S（Lico、Noa、Mone）がコメント出演。ジングルボイスも担当[279]。
- AWAステージ #53 （2025年6月27日、AWA）※インターネット配信 - OKINI☆PARTY'S（Lico、Noa、Mone）がゲスト出演[280]。

### 雑誌
- CGWORLD vol.315（2024年10月10日発売、ボーンデジタル） - OKINI☆PARTY'Sの特集記事が掲載[281]。